# São Luís (Maranhão)
São Luís, frequentemente chamado de São Luís do Maranhão, é um município brasileiro e a capital do estado do Maranhão. É a única capital brasileira fundada por franceses, no dia 8 de setembro de 1612, posteriormente invadida por holandeses e, por fim, colonizada pelos portugueses. Localiza-se na ilha de Upaon-Açu no Atlântico Sul, entre as baías de São Marcos e São José de Ribamar, no Golfão Maranhense. Em 1621, quando o Brasil foi dividido em duas unidades administrativas — Estado do Maranhão e Estado do Brasil —, São Luís foi a capital da primeira unidade administrativa. No ano de 1997, o Centro Histórico da cidade foi declarado patrimônio cultural da humanidade pela UNESCO.
Com uma população estimada em 1 108 975 habitantes, São Luís é o município mais populoso do Maranhão e o quarto da Região Nordeste. Sua área é de 583 km², dos quais 166 km² estão em perímetro urbano (15ª maior área urbana do país). O município é sede da Região de Planejamento da Ilha do Maranhão (composta pelos quatro municípios localizados na ilha de Upaon-Açu) e da Região Metropolitana de São Luís, composta por 13 municípios que totalizam 1 633 117 habitantes. O Índice de Desenvolvimento Humano (IDH) de São Luís, segundo dados das Nações Unidas datados do ano 2010, é de 0,768, acima da média brasileira, o 3° melhor IDH entre as capitais da região Nordeste do Brasil e o 4° entre todos os 1 794 municípios da região.
A capital maranhense tem um forte setor industrial por conta de grandes corporações e empresas de diversas áreas que se instalaram na cidade pela sua privilegiada posição geográfica entre as regiões Norte e Nordeste do país. Seu litoral estrategicamente localizado, bem mais próximo de grandes centros importadores de produtos brasileiros como Europa e Estados Unidos, permite economia de combustíveis e redução no prazo de entrega de mercadorias provenientes do Brasil pelo Porto do Itaqui, que é o segundo mais profundo do mundo e um dos mais movimentados e bem estruturados para o comércio exterior no país.
A cidade está ligada ao interior do estado e ao estado do Piauí pela ferrovia São Luís-Teresina, bem como aos estados vizinhos Pará e Tocantins por meio das ferrovias Estrada de Ferro Carajás e Ferrovia Norte-Sul, sendo que esta última conecta a cidade à Região Centro-Oeste, o que facilita e barateia o escoamento agrícola do interior do país para o Porto do Itaqui. Por rodovia, a capital maranhense é servida pela BR-135 (duplicada), que liga a ilha ao continente, e pelo transporte aéreo conta com o Aeroporto Internacional Marechal Cunha Machado, com capacidade de atender 5,9 milhões de passageiros por ano. Também há um serviço de ferry-boats, realizando a Travessia São Luís-Alcântara.

## Etimologia
O nome da cidade é uma homenagem dada pelos franceses ao rei da França, Luís XIII, conforme registrou o cronista da França Equinocial, o Capuchinho Claude D'Abbeville. Posteriormente, o nome passou a referenciar Luís IX, chamado de "São Luís Rei de França". O rei Luís IX ficou popular, pois morreu numa Cruzada na Idade Média, sendo posteriormente canonizado pela Igreja Católica.

## História
A capital maranhense, lembrada hoje pelo enorme casario de arquitetura portuguesa, no início abrigava apenas ocas de madeira e palha e uma paisagem quase intocada. Na ilha de Upaon-Açu, segundo cronistas franceses, viviam por volta de 12 000 indígenas tupinambás em 27 aldeias, liderados pelos morubixabas, praticando a agricultura de subsistência (pequenas plantações de mandioca e batata-doce), além das ofertas da natureza, caçando, pescando e coletando frutas. Nos arredores da atual cidade de São Luís, habitava a etnia indígena dos potiguaras.

### Pré-história
Antes mesmo da chegada dos franceses, o lugar onde hoje está localizada a cidade de São Luís já era densamente habitado por povos indígenas. Atualmente, pesquisadores estão ä procura de objetos arqueológicos provavelmente enterrados no Sambaqui do Bacanga, localizado no Parque Estadual do Bacanga. Os pesquisadores criaram trincheiras à procura de vestígios de novos artefatos que poderiam pertencer a populações pré-históricas. Querem também saber o perfil sociocultural dos humanos que habitaram essa região. Esses objetos provavelmente pertenciam a populações pescadoras-coletoras-caçadoras-ceramistas pré-históricas que viviam no sambaqui do Bacanga. A descoberta poderá ser muito importante, pois acredita-se que as populações que viviam na Amazônia migraram para a Região Nordeste do Brasil. O Sambaqui do Bacanga localiza-se no Norte do Maranhão, na região centro-oeste da ilha de São Luís. Suas coordenadas geográficas:2° 34' 41,8" S 44° 16' 50,4" O.

### Colonização portuguesa
Em 1535, a divisão do Brasil pelos portugueses em capitanias hereditárias deu, ao tesoureiro João de Barros, a primeira oportunidade de colonização europeia da região. Na década de 1550, foi fundada a cidade de Nazaré, provavelmente onde hoje é São Luís, que acabou, no entanto, sendo abandonada devido à resistência dos indígenas e à dificuldade de acesso à ilha.
Se, desde o final do século XVII, novos elementos da civilização europeia já chegavam a São Luís por vias marítimas (com destaque para os religiosos carmelitas, jesuítas e franciscanos, que também passaram a educar a população), este processo de modernização aumentou no novo ciclo econômico, trazendo benefícios urbanos para a cidade. Além da catequese, as ordens religiosas fundaram escolas e desenvolveram práticas agrícolas nas missões, influenciando a cultura e a organização urbana local. Os jesuítas, por exemplo, estabeleceram colégios onde se ensinava gramática, retórica e filosofia aos filhos da elite colonial. Durante o período pombalino (1755-1777), aconteceu a canalização da rede de água e esgotos e a construção de fontes pela cidade.
Os filhos dos senhores eram enviados para estudar no exterior, enquanto, na periferia da cidade, longe da repressão da polícia e das elites, os escravos fermentavam uma das culturas negras mais ricas do país. Essa herança cultural se manifesta até hoje em expressões como o Tambor de Crioula, que têm origens ligadas às práticas religiosas e sociais desenvolvidas pelos africanos escravizados no Maranhão colonial. Entre as abastadas famílias de comerciantes, estava a senhora Ana Jansen, conhecida por maltratar, torturar e até matar seus escravos.
Além de dar nome a uma lagoa (Parque Ecológico da Lagoa da Jansen), que fica na parte nova da cidade, Ana Jansen é também lembrada através de uma lenda: sua carruagem, puxada por cavalos brancos sem cabeça, estaria circulando ainda hoje pelas ruas escuras de São Luís.

### Ocupação francesa

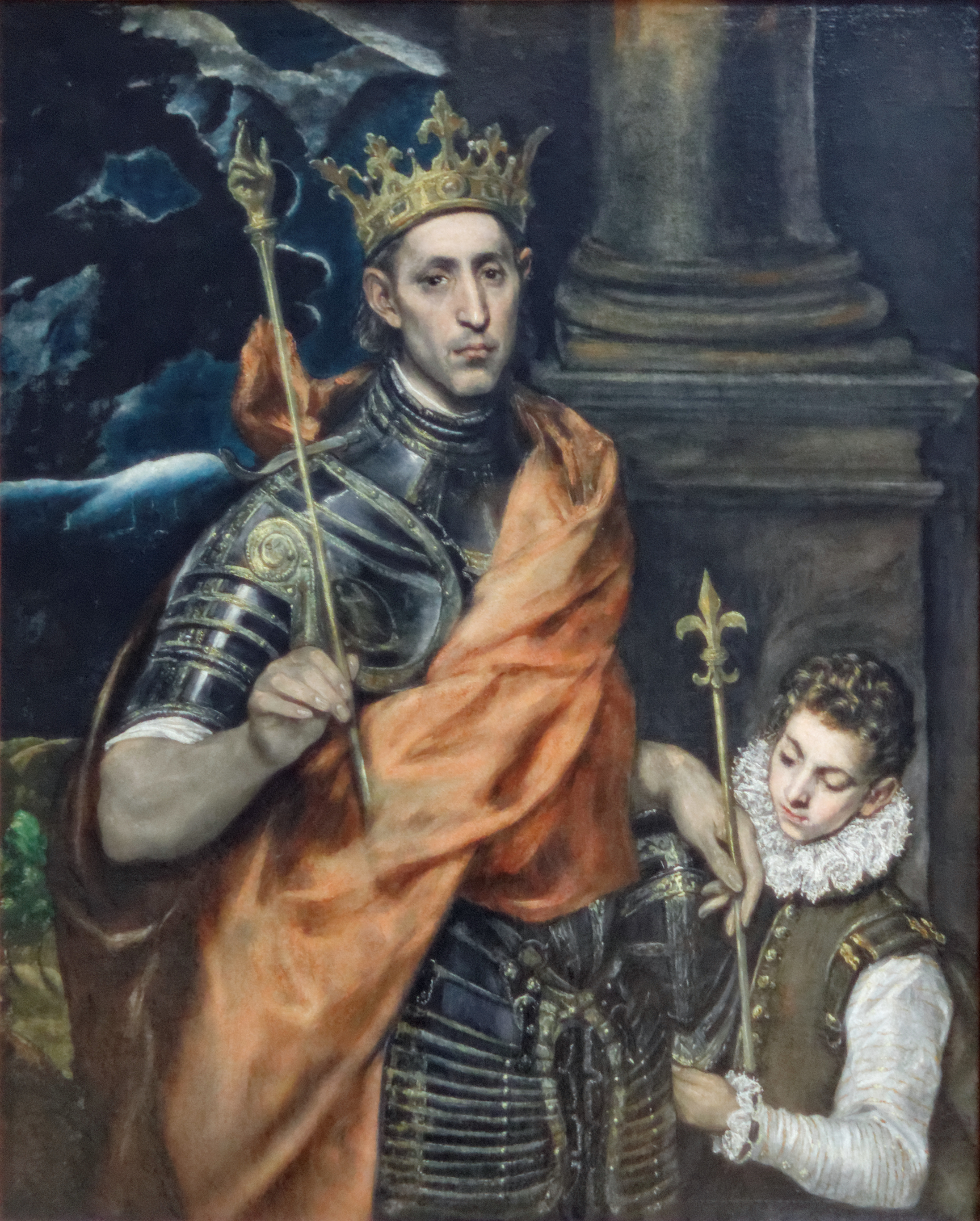
Luís IX da França, retratado em pintura de El Greco.

Daniel de La Touche, conhecido como Senhor de La Ravardière, acompanhado de cerca de 500 homens vindos das cidades francesas de Cancale, Granville e Saint-Malo, chegou à região em 1612 para fundar a França Equinocial e realizar o sonho francês de se instalar na região dos trópicos. Uma missa rezada por capuchinhos e a construção de um forte nomeado de Saint-Louis ("São Luís"), em homenagem prestada a Luís IX patrono da França, e ao rei francês da época Luís XIII, marcaram a data de fundação da nova cidade: 8 de Setembro. Logo se aliaram aos indígenas, que foram fiéis companheiros na batalha contra portugueses vindos de Pernambuco decididos a reconquistar o território, o que acabou por acontecer alguns anos depois.
Os padres capuchinhos presentes entre os colonos eram Claude d'Abbeville e Yves d'Évreux, que produziram importantes relatos sobre a presença francesa no Maranhão. Abbeville enumera 27 aldeias na Ilha Grande onde viviam cerca de 12 mil tupinambás, como: Maracana-pisip (Maracanã), Araçui Jeuve (Araçagi), Maioba, Turoup (Turu), Pindotube (Pindoba), Euaive (Iguaíba), Meurutieuve (Miritiua), Juniparã (Jeniparana), a maior da ilha e liderada pelo morubixaba Japiaçu.
Em novembro de 1614, os portugueses venceram os franceses na Batalha de Guaxenduba, na Baía de São José. Em 1615, a tropa da Capitania de Pernambuco comandada por Alexandre de Moura expulsou os franceses do Maranhão, e o militar olindense Jerônimo de Albuquerque foi destacado para comandar a cidade. Açorianos chegaram a São Luís em 1620 e a plantação da cana-de-açúcar para a produção de açúcar e aguardente tornou-se, então, a principal atividade econômica na região. Os indígenas foram usados como mão de obra na lavoura. A produção foi pequena durante todo o século XVII e como, praticamente, não circulava dinheiro na região, os excedentes eram trocados por produtos vindos do Pará, Amazônia e Portugal. Rolos de pano eram um dos objetos valorizados na época, constando inclusive nos testamentos dos senhores mais abastados.

### Ocupação holandesa

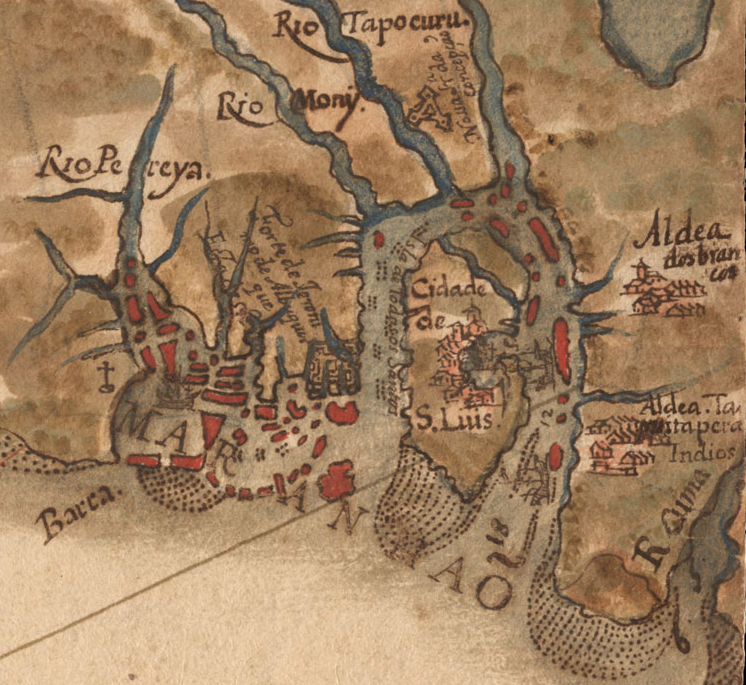
São Luís do Maranhão em mapa de 1629 por Albernaz I.

Por volta de 1641, aportou, em São Luís, uma esquadra holandesa formada por 18 embarcações, com mais de mil militares, sob o comando do almirante Jan Cornelisz Lichthart e pelo coronel Koin Handerson. O principal objetivo dos holandeses seria a expansão da indústria açucareira na região. Antes da invasão em São Luís, os holandeses já haviam invadido grande parte do nordeste brasileiro e tomado outras cidades como Salvador, Natal, Recife e Olinda.
Os holandeses investiram contra São Luís e amedrontaram os moradores, o que fez a cidade ficar deserta. Foi feito prisioneiro o governador da cidade, o fidalgo português Bento Maciel Parente, e também foi hasteada a bandeira holandesa. A cidade toda foi saqueada, igrejas e templos foram roubados, cerca de cinco mil arrobas de açúcar foram roubados. Isso tudo resultou numa paralisação da economia maranhense. A produção da capitania era baseada na comercialização de tabaco, cravo, algodão, aguardente, açúcar, sal, azeite, couro, farinha de mandioca e baunilha, entre outros produtos.
Após a expansão dos holandeses para o interior além da ilha de São Luís, foram em busca do controle sobre outros engenhos maranhenses. Os portugueses, insatisfeitos, iniciaram em 1642 os movimentos de revolta e de mobilização para tentar expulsar os holandeses das terras maranhenses. Começou, então, uma guerrilha que durou cerca de três anos e que, em consequência, causou a destruição da cidade de São Luís. Finalmente, após uma violenta batalha que levou à morte de muitas pessoas, em 1644 os holandeses desocuparam a cidade de São Luís.

### Expansão econômica

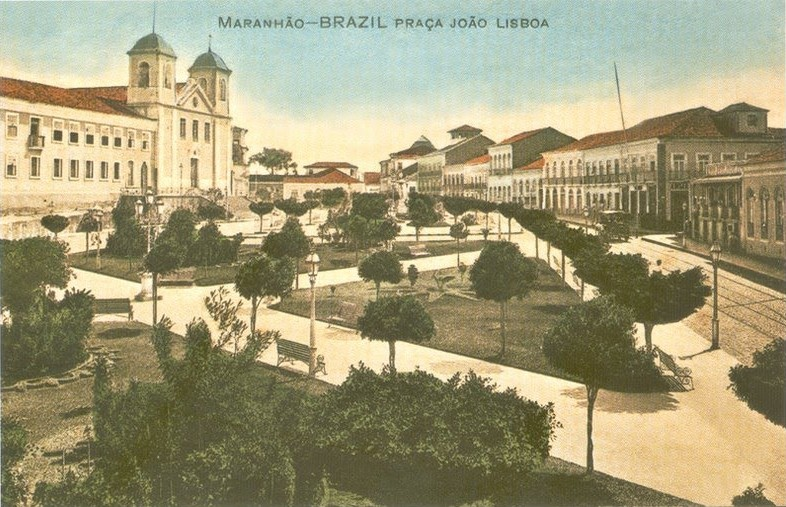
Cartão-postal da Praça João Lisboa editado por volta de 1910

A criação da Companhia do Comércio do Maranhão, em 1682, integrou a região ao grande sistema comercial mantido por Portugal. As plantações de cana-de-açúcar, cacau e tabaco eram, agora, voltadas para a exportação, tornando viável a compra de escravos africanos, grande parte deles oriunda da região da atual Guiné-Bissau. A Companhia, de gestão privada, passou a administrar os negócios na região em substituição à Câmara Municipal. O alto preço fixado para produtos importados e discordâncias quanto ao modelo de produção geraram conflitos internos na elite que culminaram na Revolta de Beckman, considerada a primeira insurreição da colônia contra Portugal. O movimento foi prontamente reprimido pelas forças governistas.
Na segunda metade do século XVIII, devido à Guerra de Independência, os Estados Unidos interromperam sua produção de algodão e abriram espaço para que o Maranhão passasse a fornecer a matéria-prima demandada pela Inglaterra. Em 1755, foi fundada a Companhia Geral de Comércio do Grão-Pará e Maranhão e o porto de São Luís ganhou enorme movimento de chegada e saída de produtos. Com a proibição do uso de escravos indígenas e o aumento das plantações, subiu muito o número de escravos negros.[carece de fontes?]

São Luís em 1931

Em 1780, foi construída a Praça do Comércio, na Praia Grande, que se tornou centro da ebulição econômica e cultural de São Luís. Tecidos, móveis, livros e produtos alimentícios, como o azeite português e a cerveja da Inglaterra, eram algumas das novidades vindas do velho continente.[carece de fontes?]
O fluxo comercial de algodão entrou em decadência no fim do século XIX, devido à recuperação da produção norte-americana e à abolição da escravatura. A produção agrícola foi, aos poucos, sendo suplantada pela indústria têxtil que, além de matéria-prima, encontrou mão de obra e mercado consumidor na região. A nova atividade colaborou para a expansão geográfica da cidade e o surgimento de novos bairros na periferia.[carece de fontes?]
Com a decadência da indústria têxtil, São Luís ficou isolada do resto do país, só voltando a se recuperar após a primeira metade do século XX, com a aplicação de grandes investimentos, como a construção da Estrada de Ferro Carajás e dos portos do Itaqui e Ponta da Madeira. Este último, de propriedade da Vale S.A, é o segundo terminal portuário mais profundo do mundo e pode lidar com navios que possuem calado de mais de 20 metros.

## Geografia

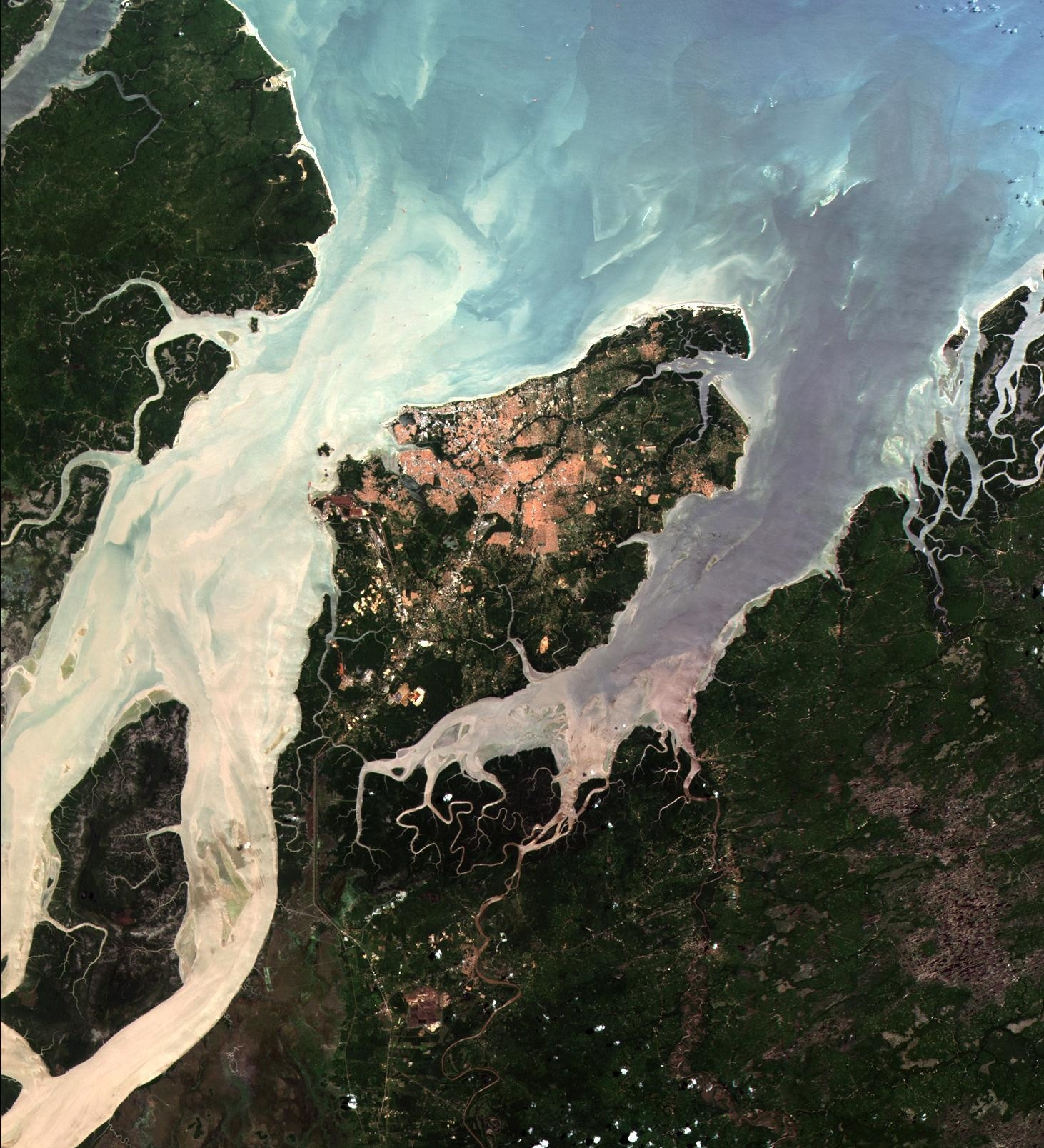
Imagem de satélite da ilha de São Luís.

De acordo com a divisão regional vigente desde 2017, instituída pelo IBGE, o município pertence às Regiões Geográficas Intermediária e Imediata de São Luís. Até então, com a vigência das divisões em microrregiões e mesorregiões, fazia parte da microrregião da Aglomeração Urbana de São Luís, que por sua vez estava incluída na mesorregião do Norte Maranhense.
O município de São Luís ocupa uma área de 582,974 km² (0,1769% do território maranhense), dos quais 165,9574 km² formam a área urbana. Localiza-se na ilha de Upaon-Açu (palavra indígena que significa "Ilha Grande"), separada do continente pelo Estreito dos Mosquitos. Por terra, limita-se apenas com São José de Ribamar. Embora também se localizem na ilha e façam parte da região metropolitana, os municípios de Paço do Lumiar e Raposa não fazem divisa com São Luís.
Há outras ilhas localizadas no município de São Luís. São elas: Tauá-Mirim, localizada entre os estreito dos Coqueiros e a Baía de São Marcos; Tauá-Redondo, localizada ao sul da ilha de Tauá-Mirim; Ilha do Medo, localizada a noroeste de São Luís, próxima à Praia do Amor; Duas irmãs, duas ilhas localizadas ao sul da ilha do Medo; Ilha das Pombinhas, localizada a leste da ilha do Medo; e Guarapirá, localizada em frente ao Porto do Itaqui, servindo de referência de acesso ao porto.

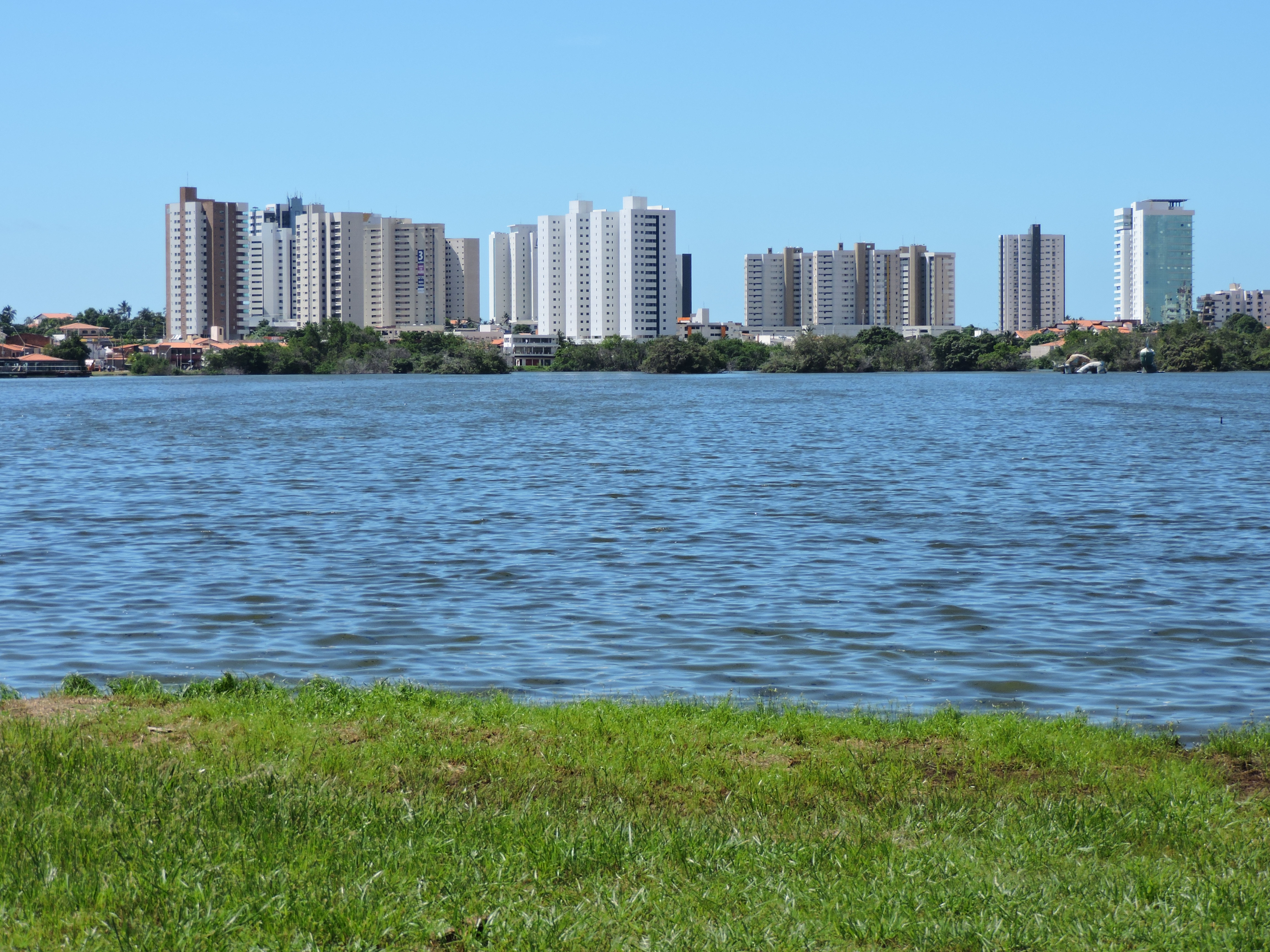
Parque Ecológico da Lagoa da Jansen

A capital maranhense encontra-se a altitude de quatro metros acima do nível do mar. Existem baixadas alagadas, praias extensas, manguezais e dunas que formam a planície litorânea. A bacia de São Luís é composta por rochas sedimentares com formação na era cenozoica e apresenta vários tipos de minerais; o calcário é um encontrado em abundância.
Os principais rios que cortam São Luís são o Bacanga e o Anil, que fluem para a Baía de São Marcos, tendo em seus estuários áreas cobertas de mangues. O rio Bacanga, com 233,84 km de extensão, atravessa o Parque Estadual do Bacanga, enquanto o rio Anil divide a cidade moderna e o centro histórico, possuindo 12,63 km de extensão. O rio Itapecuru abastece a cidade, embora não passe pela ilha. Também formam a hidrografia local os rios Tibiri, Paciência, Maracanã, Calhau, Pimenta, Coqueiro e Cachorros, todos de pequena extensão e que deságuam em diversas direções abrangendo dunas e praias. A laguna da Jansen (laguna, por existirem saídas para o mar) é a principal e maior laguna da ilha, com seis mil metros quadrados de área.

### Clima
O clima de São Luís é tropical, quente e úmido. A temperatura mínima na maior parte do ano fica entre 22 e 24 graus e a máxima geralmente entre 30 e 34 graus. Apresenta dois períodos distintos: um chuvoso, de dezembro a julho, e outro seco, de agosto a novembro. A média pluviométrica é de 2117 mm/ano, concentrados entre fevereiro e maio. Os meses com maior média de pluviosidade são março e abril, enquanto os menores são setembro e outubro.
As primeiras chuvas normalmente começam a cair entre o final de dezembro e o início de janeiro. Durante estes dois meses é comum alguns dias serem nublados, outros chuvosos e outros ensolarados, caracterizando assim o período de transição entre o período de estiagem e o chuvoso. Nos meses de fevereiro a maio, a zona de convergência intertropical fica mais ativa no município e por isso os dias desses meses são marcados por poucos ou nenhum período de sol, fortes temporais, temperaturas amenas e algumas vezes ocorrência de neblina pela manhã, caracterizando o período chuvoso.[carece de fontes?]
| Recordes mensais de precipitação acumulada em 24 horas registrados em São Luís (INMET) | Recordes mensais de precipitação acumulada em 24 horas registrados em São Luís (INMET) | Recordes mensais de precipitação acumulada em 24 horas registrados em São Luís (INMET) | Recordes mensais de precipitação acumulada em 24 horas registrados em São Luís (INMET) | Recordes mensais de precipitação acumulada em 24 horas registrados em São Luís (INMET) | Recordes mensais de precipitação acumulada em 24 horas registrados em São Luís (INMET) |
| Mês                                                                                    | Acumulado                                                                              | Data                                                                                   | Mês                                                                                    | Acumulado                                                                              | Data                                                                                   |
| -------------------------------------------------------------------------------------- | -------------------------------------------------------------------------------------- | -------------------------------------------------------------------------------------- | -------------------------------------------------------------------------------------- | -------------------------------------------------------------------------------------- | -------------------------------------------------------------------------------------- |
| Janeiro                                                                                | 196,6 mm                                                                               | 14/01/2025                                                                             | Julho                                                                                  | 85,1 mm                                                                                | 01/07/1990                                                                             |
| Fevereiro                                                                              | 210 mm                                                                                 | 06/02/1980                                                                             | Agosto                                                                                 | 63,6 mm                                                                                | 07/08/1940                                                                             |
| Março                                                                                  | 234,4 mm                                                                               | 24/03/2019                                                                             | Setembro                                                                               | 62,8 mm                                                                                | 15/09/1975                                                                             |
| Abril                                                                                  | 251,1 mm                                                                               | 25/04/1933                                                                             | Outubro                                                                                | 40 mm                                                                                  | 22/10/1973                                                                             |
| Maio                                                                                   | 181,6 mm                                                                               | 11/05/2014                                                                             | Novembro                                                                               | 159,2 mm                                                                               | 30/11/2018                                                                             |
| Junho                                                                                  | 133 mm                                                                                 | 05/06/2008                                                                             | Dezembro                                                                               | 159,7 mm                                                                               | 28/12/1993                                                                             |
| Período: 1931-1960 e 1971-presente                                                     |                                                                                        |                                                                                        |                                                                                        |                                                                                        |                                                                                        |

Os meses de junho e julho também são meses de transição, mas da estação chuvosa para a estiagem. Este período é caracterizado por dias com chuvas, outros com sol forte, calor e umidade baixa e outros com tempo abafado, sem ventos e com muita nebulosidade, conhecido popularmente como calmaria. Em raras ocasiões, é também neste período de transição que se formam as trombas ď água pela orla marítima. Uma peculiar característica das chuvas de junho e julho em São Luís é por serem muito intensas, repentinas e rápidas (normalmente não ultrapassando os 30 minutos) e geralmente acompanhadas de muito vento. Após este período de transição chega o período de estiagem que corresponde aos meses de agosto a novembro. Neste período os dias são ensolarados e com temperaturas elevadas, as chuvas diminuem drasticamente, a umidade durante a tarde cai e os ventos vão se tornando mais fortes chegando a 50 km/h, principalmente entre os meses de setembro e outubro, contribuindo para o surgimento de focos de incêndio.[carece de fontes?]
Segundo dados do Instituto Nacional de Meteorologia (INMET), referentes ao período de 1931 a 1960 e a partir de 1971, a menor temperatura registrada em São Luís foi de 17,9 °C em 26 de março de 1987. Temperaturas mínimas abaixo dos 20 °C também ocorreram em 5 de julho de 1974 (18,1 °C), 4 de julho de 1974 (18,2 °C), 13 de março de 1987 (18,9 °C), 12 de março de 1987 (19 °C) e 3 de julho de 1974 (19,5 °C). A máxima absoluta atingiu 37,2 °C em 4 de outubro de 1997. O maior acumulado de precipitação em 24 horas atingiu 251,1 milímetros (mm) em 25 de abril de 1933, seguido por 234,4 mm em 24 de março de 2019 e 210 mm em 6 de fevereiro de 1980. Desde 1971 o recorde mensal de precipitação chegou a 849,2 mm em abril de 1985.
| Dados climatológicos para São Luís (OMM: 82280)                                                      | Dados climatológicos para São Luís (OMM: 82280) | Dados climatológicos para São Luís (OMM: 82280) | Dados climatológicos para São Luís (OMM: 82280) | Dados climatológicos para São Luís (OMM: 82280) | Dados climatológicos para São Luís (OMM: 82280) | Dados climatológicos para São Luís (OMM: 82280) | Dados climatológicos para São Luís (OMM: 82280) | Dados climatológicos para São Luís (OMM: 82280) | Dados climatológicos para São Luís (OMM: 82280) | Dados climatológicos para São Luís (OMM: 82280) | Dados climatológicos para São Luís (OMM: 82280) | Dados climatológicos para São Luís (OMM: 82280) | Dados climatológicos para São Luís (OMM: 82280) |
| Mês                                                                                                  | Jan                                             | Fev                                             | Mar                                             | Abr                                             | Mai                                             | Jun                                             | Jul                                             | Ago                                             | Set                                             | Out                                             | Nov                                             | Dez                                             | Ano                                             |
| --- | ----------------------------------------------- | ----------------------------------------------- | ----------------------------------------------- | ----------------------------------------------- | ----------------------------------------------- | ----------------------------------------------- | ----------------------------------------------- | ----------------------------------------------- | ----------------------------------------------- | ----------------------------------------------- | ----------------------------------------------- | ----------------------------------------------- | ----------------------------------------------- |
| Temperatura máxima recorde (°C)                                                                      | 34,7                                            | 35,4                                            | 34,5                                            | 34,4                                            | 34,6                                            | 33,9                                            | 34,1                                            | 35,5                                            | 35,4                                            | 37,2                                            | 35,2                                            | 35                                              | 37,2                                            |
| Temperatura máxima média (°C)                                                                        | 31,1                                            | 30,6                                            | 30,3                                            | 30,6                                            | 31,3                                            | 31,5                                            | 31,5                                            | 32                                              | 32,3                                            | 32,5                                            | 32,5                                            | 32,2                                            | 31,5                                            |
| Temperatura mínima média (°C)                                                                        | 24,2                                            | 24                                              | 23,8                                            | 23,8                                            | 23,9                                            | 23,5                                            | 23,4                                            | 23,7                                            | 24,4                                            | 24,7                                            | 24,9                                            | 25                                              | 24,1                                            |
| Temperatura mínima recorde (°C)                                                                      | 20                                              | 20                                              | 17,9                                            | 20                                              | 20                                              | 20                                              | 18,1                                            | 20,3                                            | 21                                              | 21,2                                            | 20,6                                            | 20                                              | 17,9                                            |
| Precipitação (mm)                                                                                    | 235,4                                           | 308                                             | 452,8                                           | 431,4                                           | 312                                             | 174,3                                           | 110,8                                           | 22,5                                            | 2,9                                             | 2,8                                             | 9,7                                             | 54,5                                            | 2 117,1                                         |
| Dias com precipitação (≥ 1 mm)                                                                       | 13                                              | 17                                              | 22                                              | 22                                              | 18                                              | 13                                              | 10                                              | 3                                               | 1                                               | 0                                               | 1                                               | 4                                               | 124                                             |
| Umidade relativa compensada (%)                                                                      | 82,5                                            | 84,8                                            | 86,6                                            | 87,7                                            | 86,4                                            | 84,3                                            | 84,1                                            | 80,5                                            | 77,6                                            | 76,2                                            | 76,6                                            | 77,6                                            | 82,1                                            |
| Insolação (h)                                                                                        | 155,9                                           | 119,2                                           | 115,3                                           | 120,2                                           | 163,5                                           | 201,6                                           | 233,3                                           | 267,5                                           | 258,3                                           | 264,2                                           | 235,1                                           | 215                                             | 2 349,1                                         |
| Fonte: INMET (normal climatológica de 1991-2020; recordes de temperatura: 1931-1960 e 1971-presente) |                                                 |                                                 |                                                 |                                                 |                                                 |                                                 |                                                 |                                                 |                                                 |                                                 |                                                 |                                                 |                                                 |

### Fauna e flora

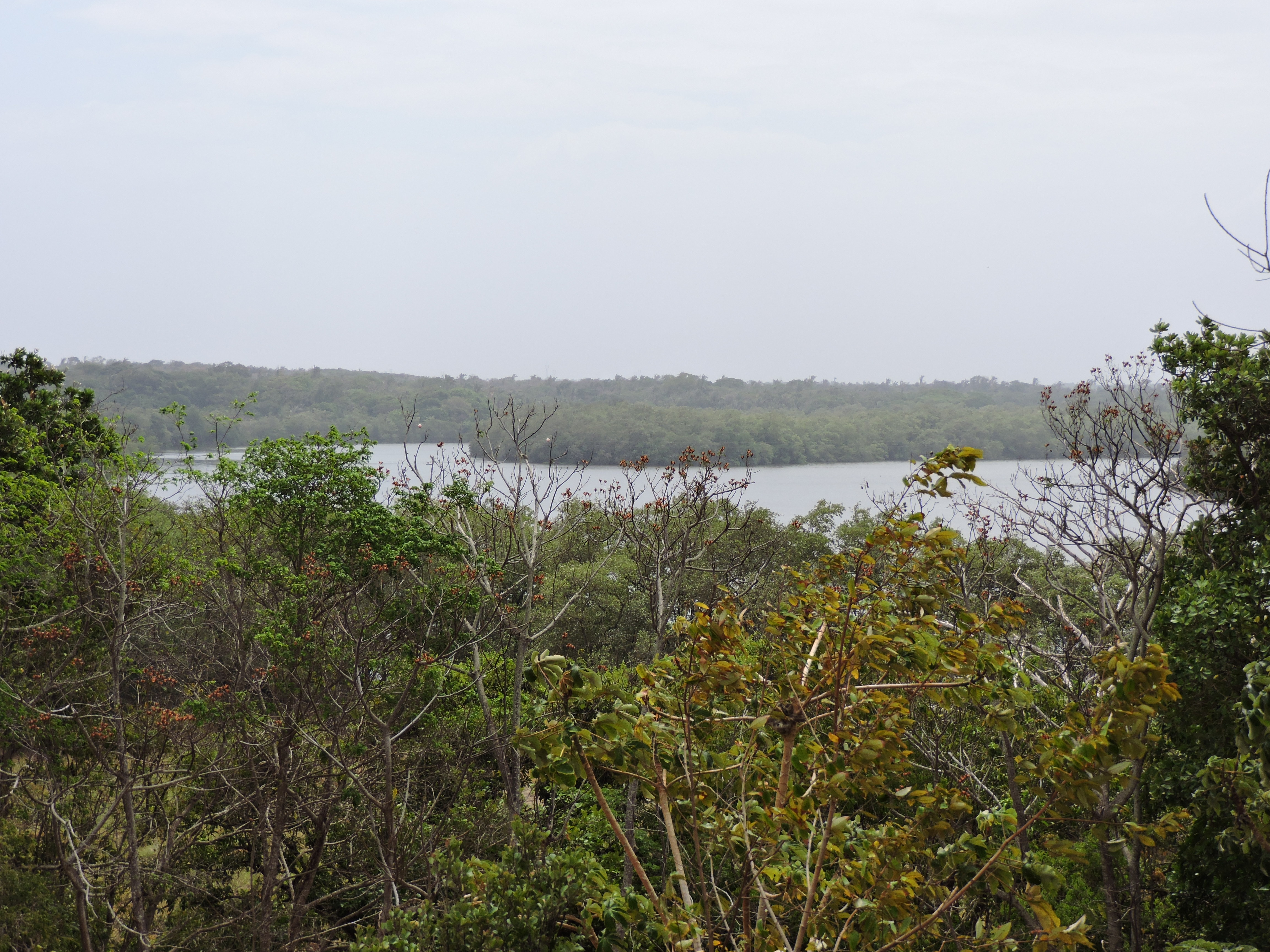
Parque Estadual do Bacanga

A cidade de São Luís está localizada numa área de encontro de duas floras: a flora da Amazônia e a flora nordestina. Isso faz com que a ilha de São Luís tenha uma flora muito diversa e rica em espécies. Na região litorânea da cidade (compreendendo quase toda ela) foram catalogadas 260 espécies de plantas adentradas em 76 famílias, sendo que a família das fabaceae (leguminosas) possui o maior número de espécies, sendo mais de 26 catalogadas. Dentre todas as regiões pesquisadas do Brasil, 125 espécies são exclusivas de São Luís.
A vegetação da cidade é diversificada e, em sua maior parte, litorânea. Com grande número de coqueiros, São Luís conta também com uma quantidade considerável de manguezais. A cobertura vegetal original do município é um misto de floresta latifoliada, babaçual, vegetação de dunas, restinga e manguezal. Encontram-se parques ambientais por toda a capital maranhense, entre os quais o Parque Estadual do Bacanga, Área de Proteção Ambiental da Região do Maracanã, a Área de Proteção Ambiental do Itapiracó e o Parque Estadual Sítio do Rangedor, que guardam resquícios de vegetação da Floresta Amazônica.
Uma pesquisa de 2007 comprovou a existência de mais de 28 espécies de Flebotomíneos, que são mosquitos transmissores da Leishmaniose na região metropolitana de São Luís principalmente nas áreas de preservação ambiental. Com a ocupação desordenada da região, podem ocorrer surtos de leishmaniose na população.
No Parque Botânico de São Luís encontram-se muitas espécies de vegetais e alguns animais como o bicho-preguiça, macaco-prego, o macaco-capijuba, o gato-maracajá, a cutia, o tatupeba, a paca e o tamanduá-mirim.
As áreas protegidas da região de São Luís foram mapeadas por satélites de geoprocessamento (Imagem do Satélite Ikonos – 0,5 cm) e são ao total sete, divididas em: Parque do Bom Menino, Parque do Diamante, Parque do Rio das Bicas, Parque Ambiental e Recreativo do Itaqui/Bacanga e a Zona de Reserva Florestal do Sacavém.
O Parque Estadual da Lagoa da Jansen destaca-se pela infraestrutura adaptada à prática de esportes, contendo uma grande quantidade de bares e restaurantes para todos os tipos e gostos.

### Praias

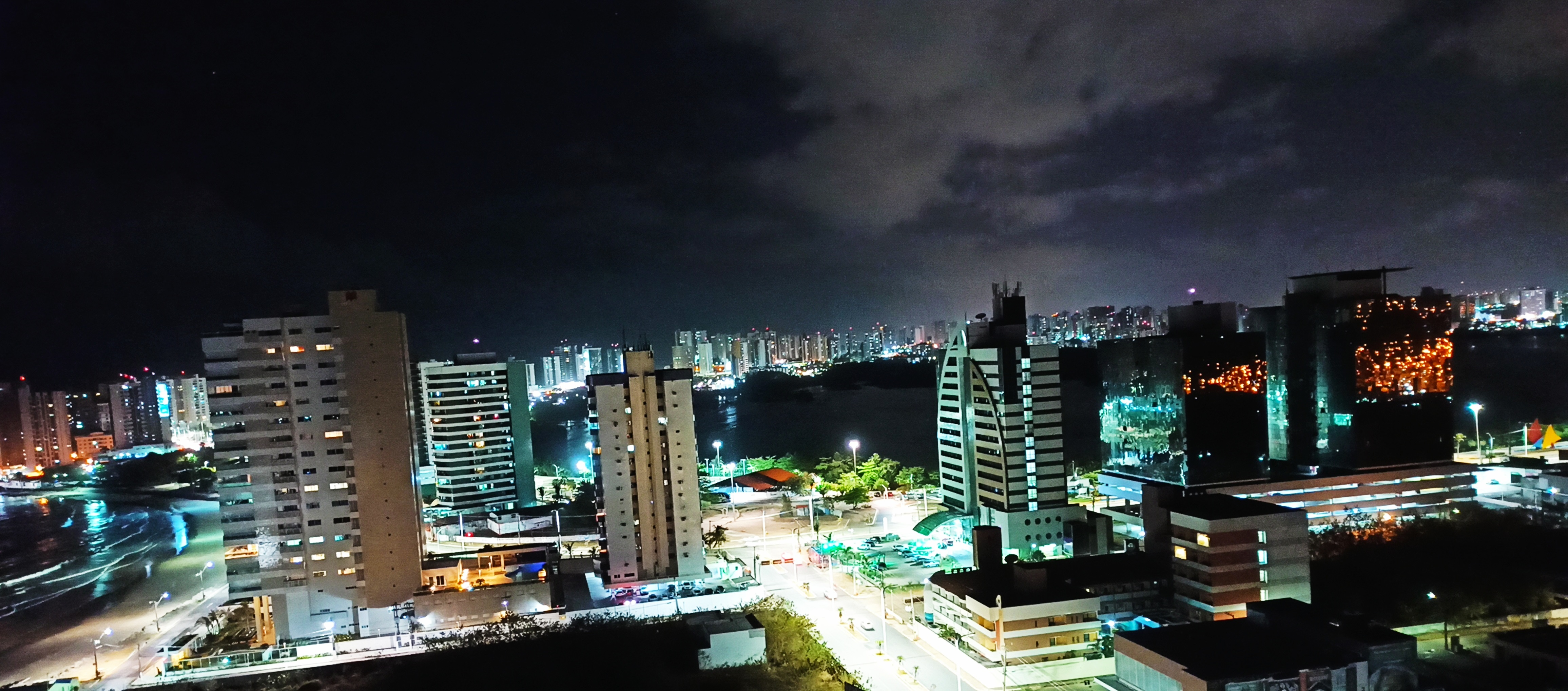
Vista noturna do bairro Ponta d'Areia com a Lagoa da Jansen ao fundo

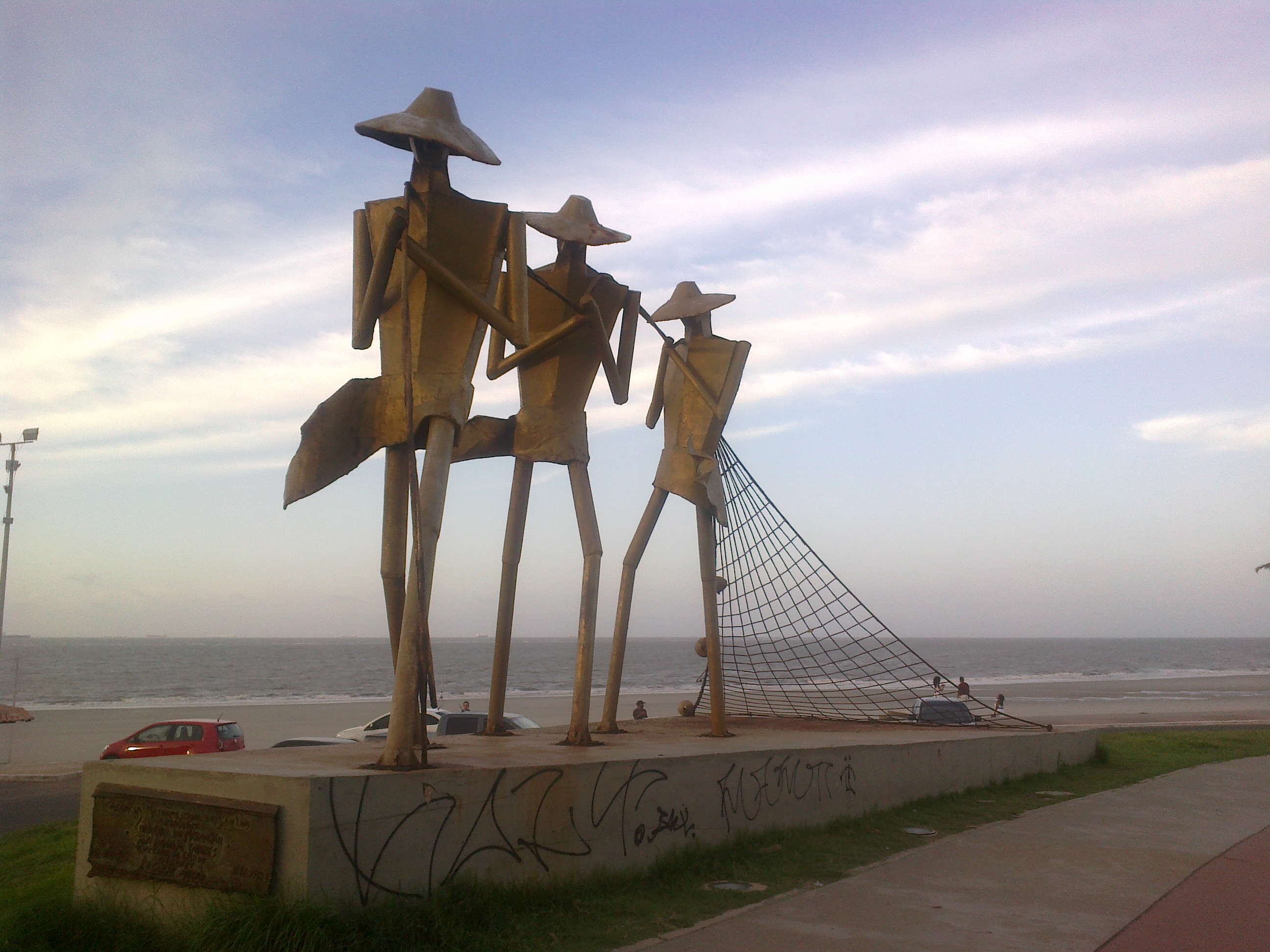
Monumento aos Pescadores, na praia de São Marcos

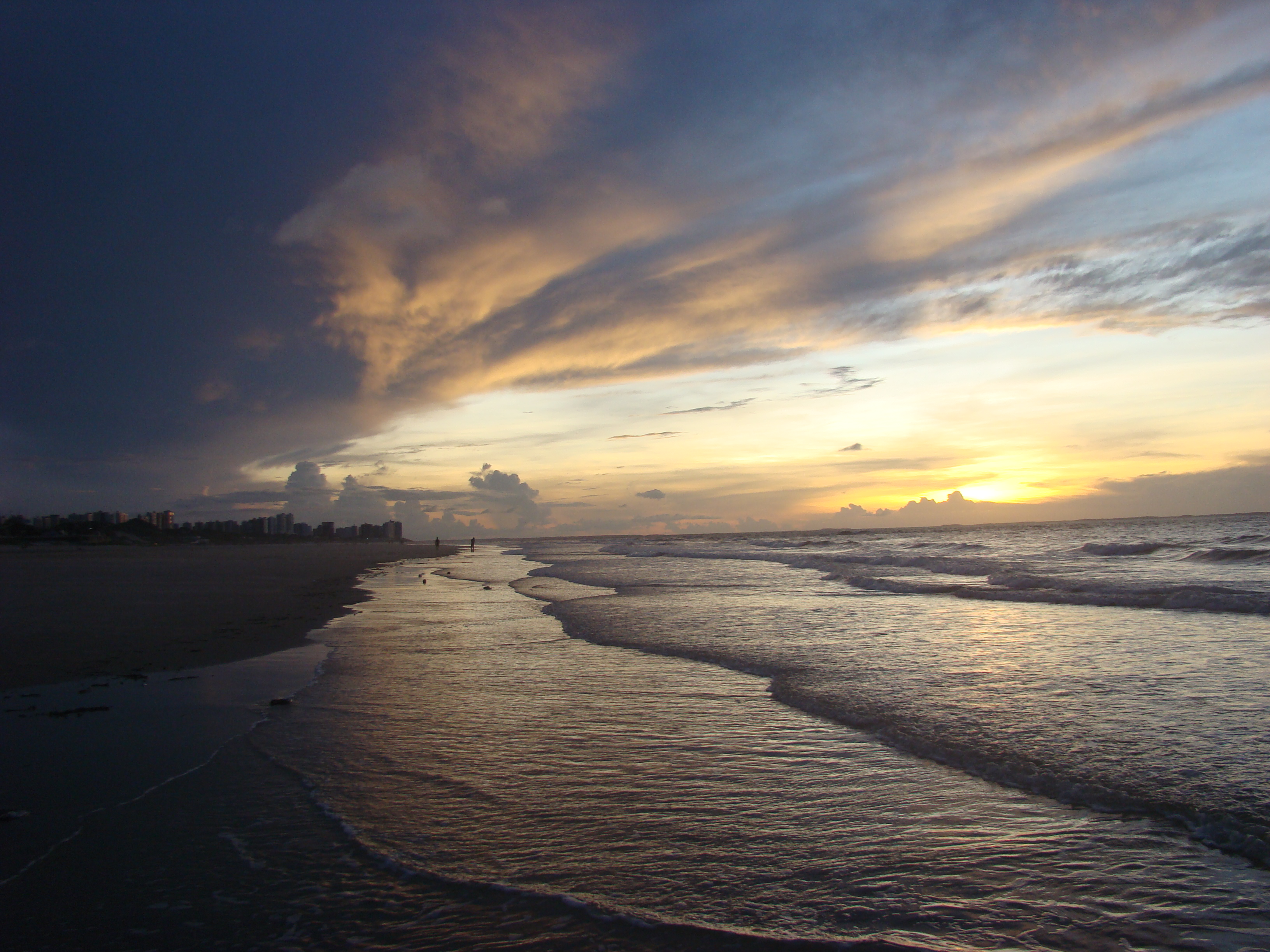
Por do Sol na Praia do Calhau

As praias são um dos pontos turísticos mais procuradas pelos turistas que visitam a cidade. Destacam-se:[carece de fontes?]
- Praia da Guia:  uma das mais belas praias da Ilha, onde os visitantes podem aproveitar os finais de semana de muito sol e lazer na área Itaqui Bacanga. Centenas de pessoas aproveitam o domingo de sol para se bronzear e se refrescar nas praias da orla marítima do eixo Itaqui Bacanga. A Praia da Guia tornou-se uma das mais conhecidas  e visitadas praias da região, banhistas e vendedores ambulantes atravessam o canal em canoas para chegar até à sua orla paradisíaca.
- Prainha: outro local muito visitado é a Prainha, que fica do lado direito da Praia da Guia, seguindo depois da comunidade do Bonfim. A Prainha é bem aconchegante e dispõe de bares e restaurantes. Um dos atrativos singulares da Prainha é a vista de São Luís. Localizada do outro lado da Rampa Campos Melo, o visitante tem a vista de toda a cidade, do Palácio dos Leões, Convento das Mercês e de todo o Centro Histórico. Muitos ficam encantados com a visão panorâmica do centro de São Luís. É perto do centro, sendo possível ver-se o São Francisco e toda a cidade nova.
- Praia do Cajueiro: a praia do Cajueiro fica no bairro de mesmo nome na zona rural da cidade, próximo a Vila Maranhão, na área Itaqui-Bacanga. A praia é deserta e cercada de natureza e é de lá que os moradores da comunidade retiram o sustento da família diariamente. O acesso é feito pela BR-135, seguindo pela estrada que dá acesso ao bairro e à praia.
- Praia do Caolho: esta praia tem um longo trecho de areia que permite uma caminhada ao longo da orla marítima. A razão do nome é sua localização entre Calhau e Olho d’Água, sendo uma junção dos nomes.
- Praia do Amor: a Praia do Amor, que fica em área de Marinha, tem acesso mais difícil. Distante aproximadamente seis quilômetros do bairro Anjo da Guarda, o caminho também é pela BR-135, seguindo pela estrada que dá acesso à Ponta da Espera.
- Praia Ponta d’Areia: é a mais visitada pela população e pelos turistas, devido ao fácil acesso. Encontra-se a apenas três quilômetros do centro da cidade. Nessa praia, foi construído o Espigão Costeiro da Ponta D'Areia, para proteger a costa da ação das ondas do mar, mas que se tornou importante ponto turístico e de lazer da capital.[65][66]
- Praia de São Marcos: destaca-se por suas fortes ondas, e é bastante procurada por surfistas.[65]
- Praia do Calhau: é uma das praias mais conhecidas da capital maranhense. Apresenta ondas fracas e dunas cobertas por vegetação.[65]
- Praia Olho d’Água: localiza-se a 13 quilômetros do centro da cidade. É cercada por dunas e vegetação rasteira.[65]
- Praia do Meio: localizada entre as praias de Olho d'Água e Araçagi, possui águas límpidas e próprias para prática de kitesurf.[67]

Com exceção de alguns trechos da praia do Araçagi, nenhuma outra - Ponta d’Areia, Calhau, São Marcos e Olho d’Água - está em condições para banho. Em junho de 2009 as praias que estavam impróprias para o banho foram marcadas com placas de alerta, avisando os banhistas sobre a condição da qualidade da água em cada trecho.

## Demografia
No censo demográfico de 2022 feito pelo Instituto Brasileiro de Geografia e Estatística (IBGE), a população do município era de 1 037 775 habitantes, apresentando uma densidade populacional de 1 780,1 hab./km².

### Composição étnica
Como o resto do Brasil, São Luís possui, em sua composição, ancestralidades europeias (como portugueses, holandeses e franceses), indígena, africana, asiática, árabe e judaica. De acordo com um estudo genético de 2005, a contribuição europeia atinge 42 por cento; a indígena, 39 por cento; e a africana, 19 por cento, que aproxima a população ludovicense ao perfil étnico do Norte.
Segundo o Censo brasileiro de 2022, realizado pelo Instituto Brasileiro de Geografia e Estatística (IBGE), a população de São Luís é composta por 57,2% de pardos, 26,4% de brancos, 16,2% de pretos, 0,16% de indígenas e 0,1% de asiáticos.
Após a independência, imigrações da Europa e do Oriente Médio sedimentaram a composição étnica no Brasil e no Maranhão.

### Religião

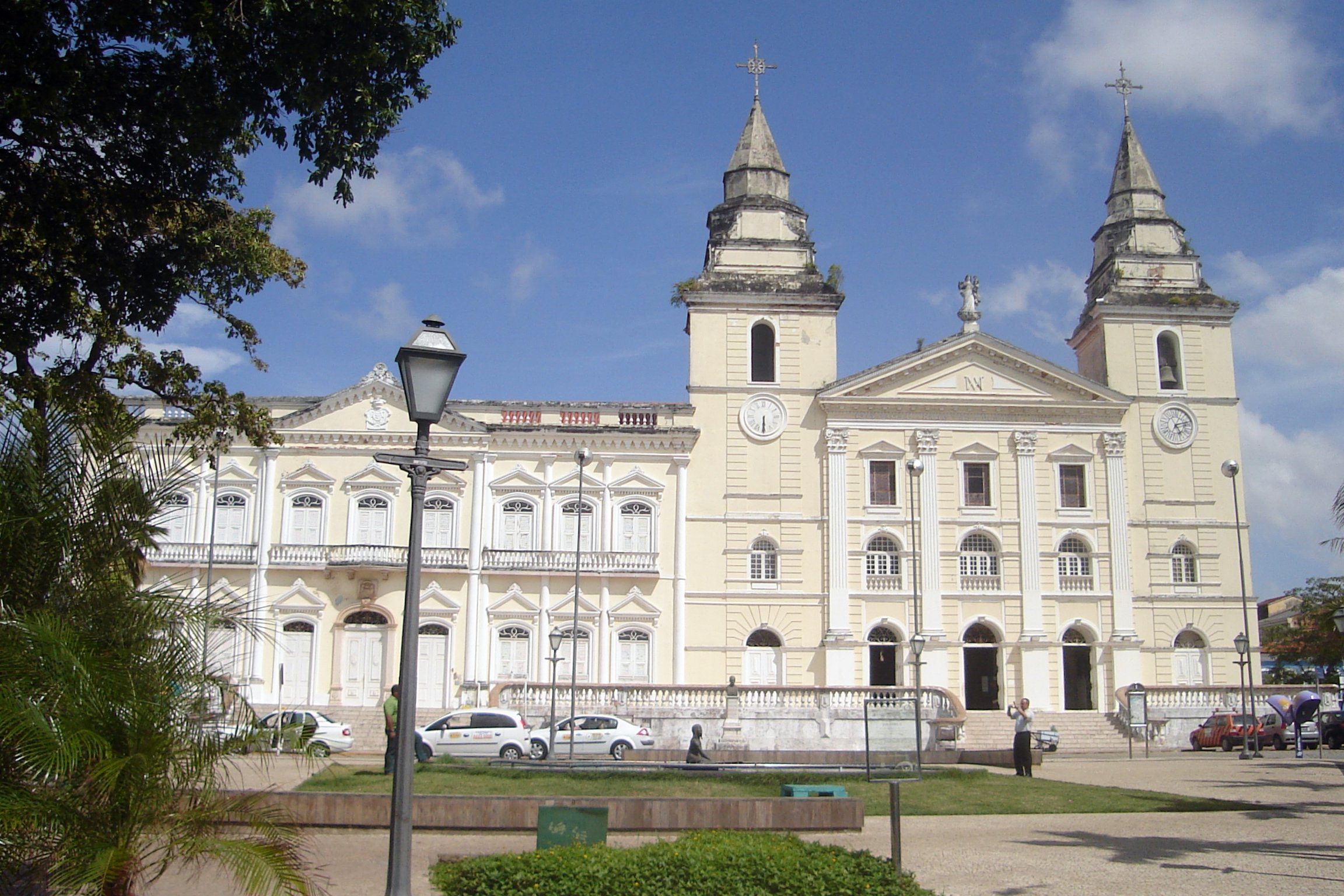
Catedral de São Luís do Maranhão

O Censo 2022 constatou que 53,65% da população é católica; 30,44% é evangélica; 0,71% seguem religiões de matriz africana; 0,63% é espírita; e 9,33% não tem religião.
A Catedral de São Luís do Maranhão foi erguida por ordem do terceiro capitão-mor Diogo Machado da Costa em 1629, quando a cidade passava por um surto de varíola. É uma homenagem à protetora dos portugueses na Batalha de Guaxenduba (vitória sobre os franceses). Foi reconstruída várias vezes até 1922, quando assumiu o aspecto neoclássico. No interior destaca-se o altar-mor talhado em ouro.

### Indicadores sociais
Conforme dados do Censo Demográfico de 2022, 34,6% da população de São Luís vivia em favelas. 
19,4% da população tinham ensino superior completo, 47,9% tinham ensino médio completo e superior incompleto, 14,5% tinham ensino fundamental completo e médio incompleto e 18,2% não tinham instrução ou tinham o ensino fundamental incompleto. A taxa de analfabetismo era de 4%.
Apenas 53,64% dos domicílios eram conectados à rede de esgoto.

## Política

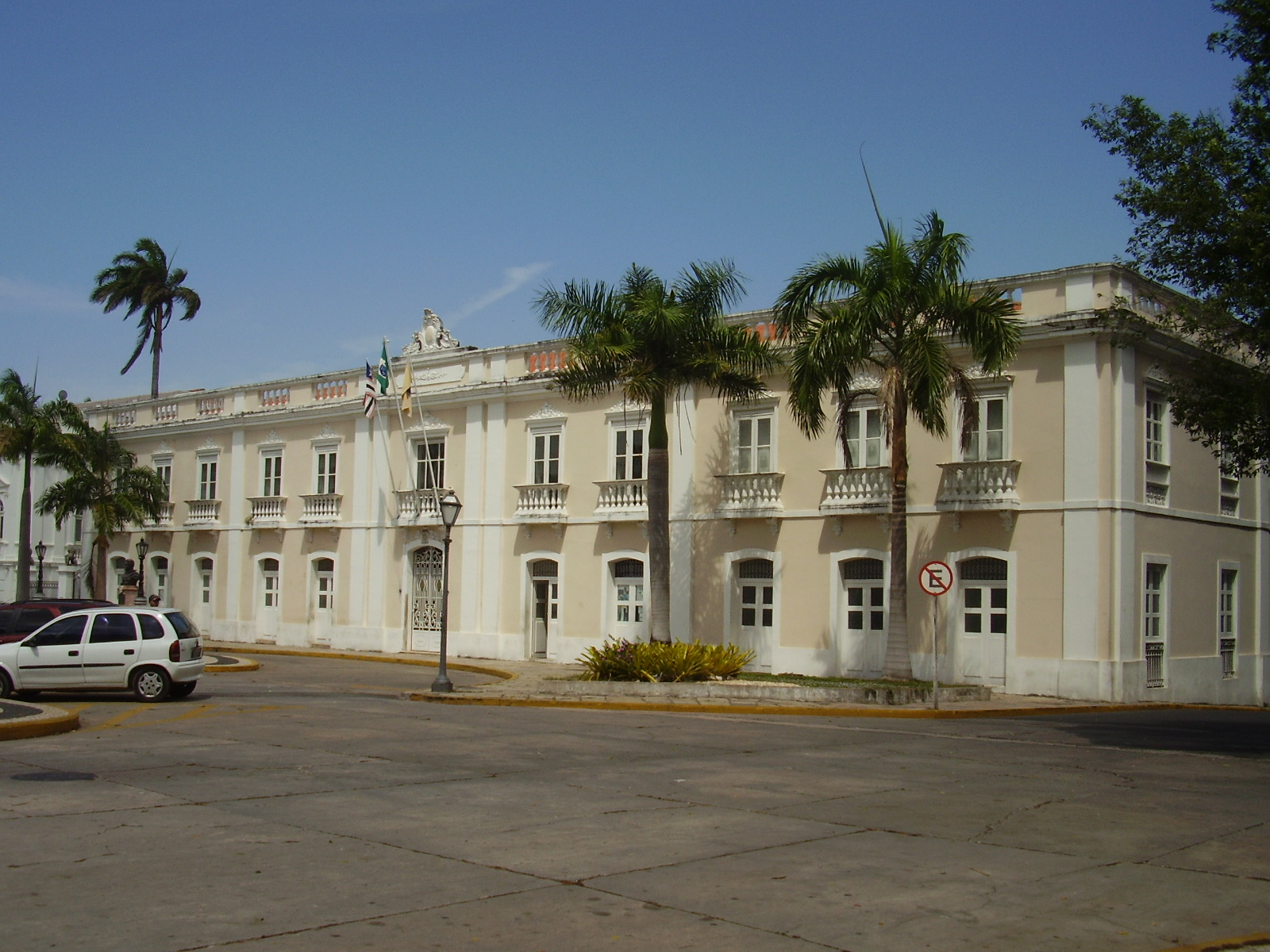
Palácio de La Ravardière, sede da Prefeitura de São Luís

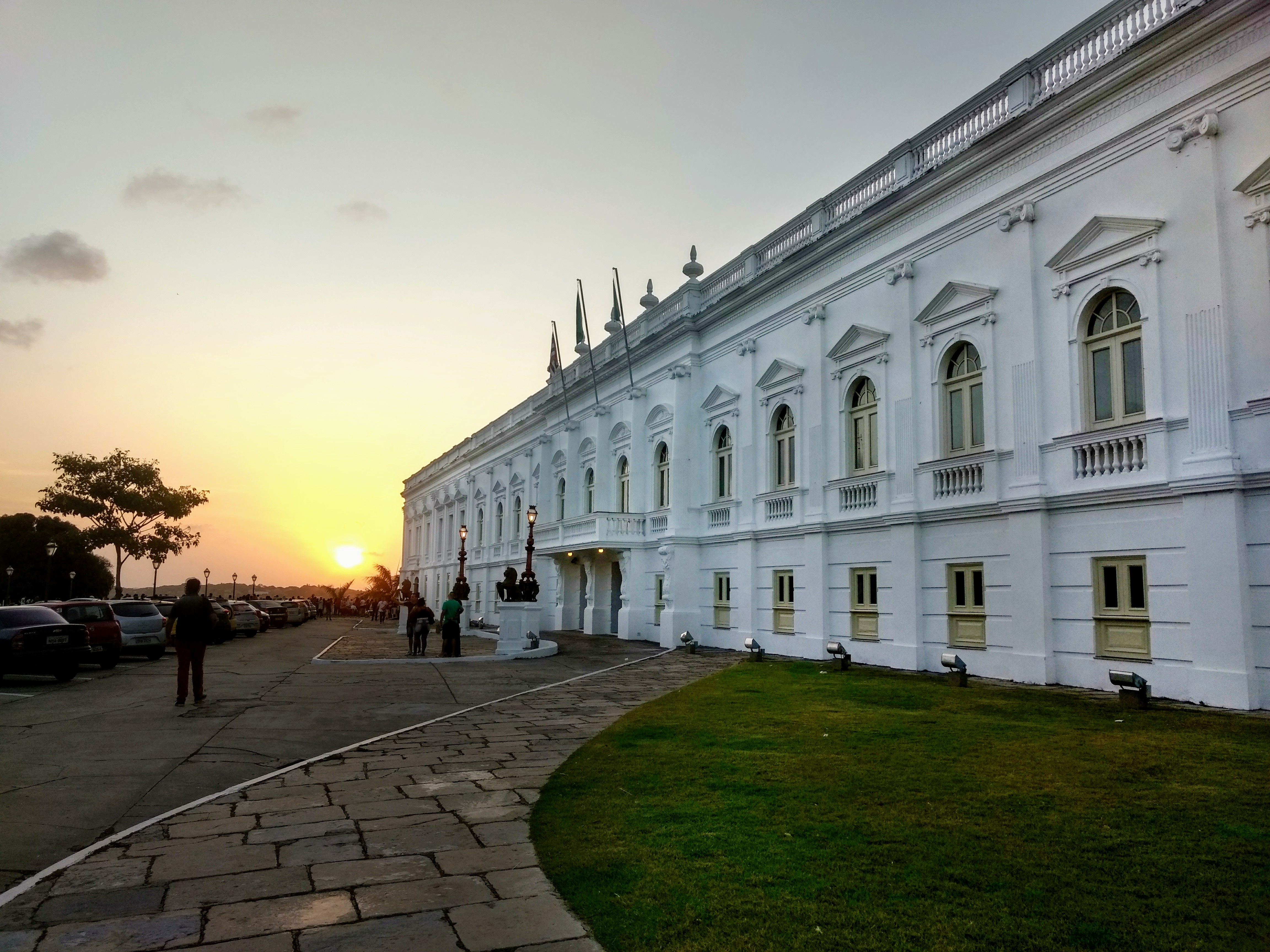
Palácio dos Leões, sede do Governo do estado

O poder político em São Luís é representado pela Prefeitura de São Luís, chefiada pelo prefeito, auxiliado pelo vice-prefeito e secretários municipais. Para o prefeito criar alguma lei, é preciso a aprovação do Poder Legislativo, sendo este composto pela Câmara dos Vereadores de São Luís. São símbolos oficiais da cidade o brasão, a bandeira e o hino.[carece de fontes?]
O Palácio La Ravardière, sede do governo municipal (prefeitura), foi construído originalmente por volta de 1689, tendo sido Casa da Câmara e Cadeia. Possui fachada simétrica, em dois pavimentos, centrada por uma caitela, decorada com concha e folhas de acanto estilizado, dando ideia de pequeno frontão, todo em estuque. À frente, calçada de cantaria exibe busto de bronze de Daniel de La Touche, Senhor de La Ravardière, esculpido por Bibiano Silva.
A cidade também é a sede política e institucional do Governo do Estado do Maranhão, sendo o Palácio dos Leões o edifício-sede do governo. O Palácio, com origens no forte que deu origem à cidade no século XVII, é um dos símbolos culturais mais importantes da cidade. Já a Assembleia Legislativa do Maranhão é o órgão de poder legislativo do estado de Maranhão, exercido através dos deputados estaduais.
São Luís conta com o maior colégio eleitoral do estado do Maranhão, seguida por Imperatriz, Caxias, Timon e Codó. Seu eleitorado total é de 668 817 eleitores em 2010. Pertence á Comarca de São Luís.
São Luís é sede do Tribunal de Justiça do Maranhão, fundado em 1813. Também é sede do Tribunal Regional do Trabalho da 16ª Região (TRT),  com jurisdição sobre o Estado do Maranhão. A Capital sedia também o Tribunal Regional Eleitoral (TRE)  e o Tribunal de Contas do Estado, que não pertence ao Poder Judiciário, pois constitucionalmente é um órgão vinculado ao Poder Legislativo, mas possui autonomia administrativa e financeira. Sua função é auxiliar o Legislativo e fiscalizar a aplicação do dinheiro público. São Luís também é sede da Procuradoria Geral de Justiça, da Procuradoria Geral do Estado e da Seccional da Ordem dos Advogados do Brasil no Maranhão (OAB-MA).

## Subdivisões
Oficialmente, São Luís é constituído pelo distrito sede. Estava dividido em dois distritos até 1997: São Luís e Anil. Por vezes São Luís é dividida em Cidade Nova, que compreende os bairros da área nobre como Renascença, Ponta d'Areia, Calhau, entre outros, e Cidade Antiga, com o Centro, Monte Castelo, Anil e outros bairros, em sua maioria de classe média. A cidade está dividida em 38 bairros, mas se contar com as subdivisões dos bairros, palafitas e favelas, chegam a 96 e, em alguns casos, ultrapassam 100 bairros.

## Economia

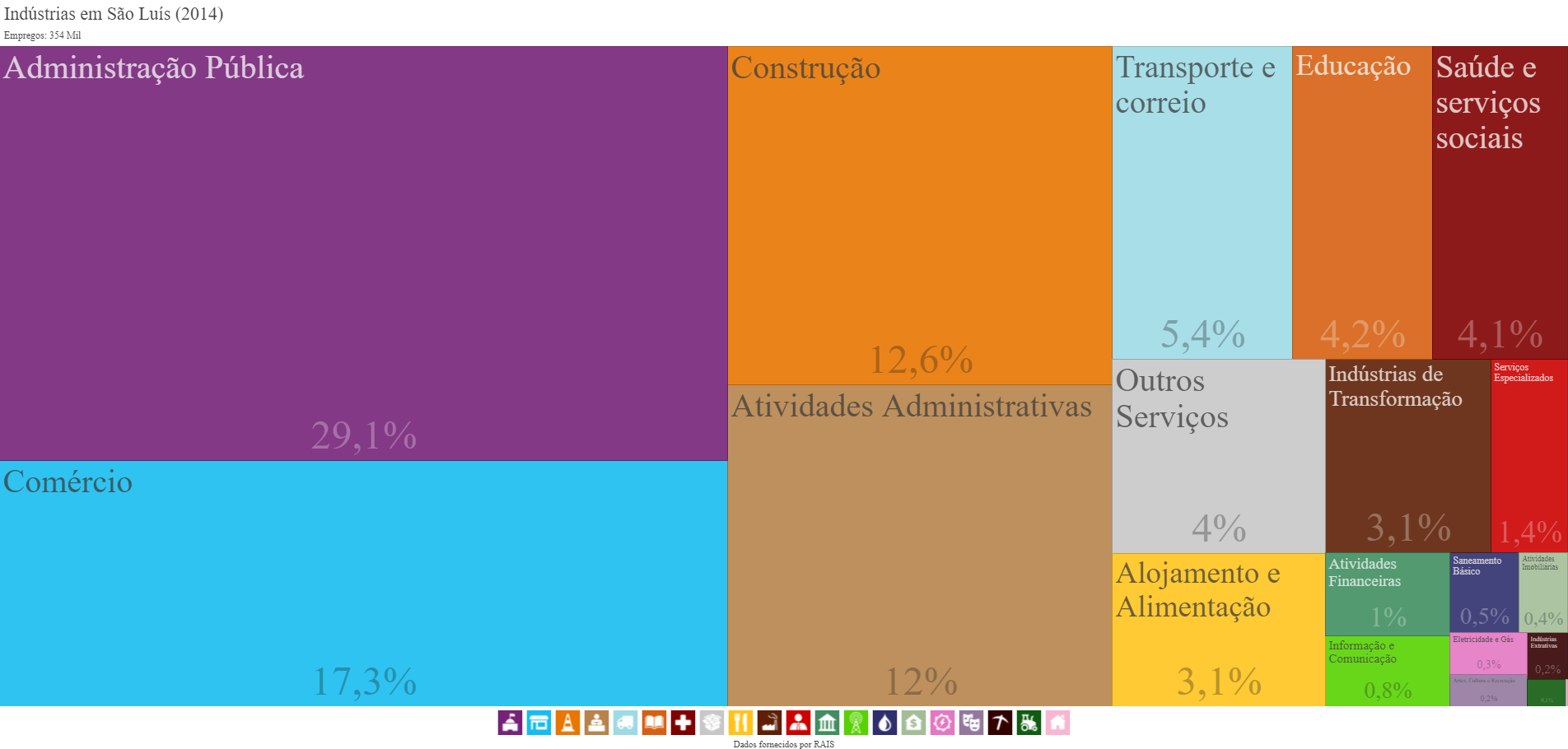
Atividades econômicas de São Luís - (2014)

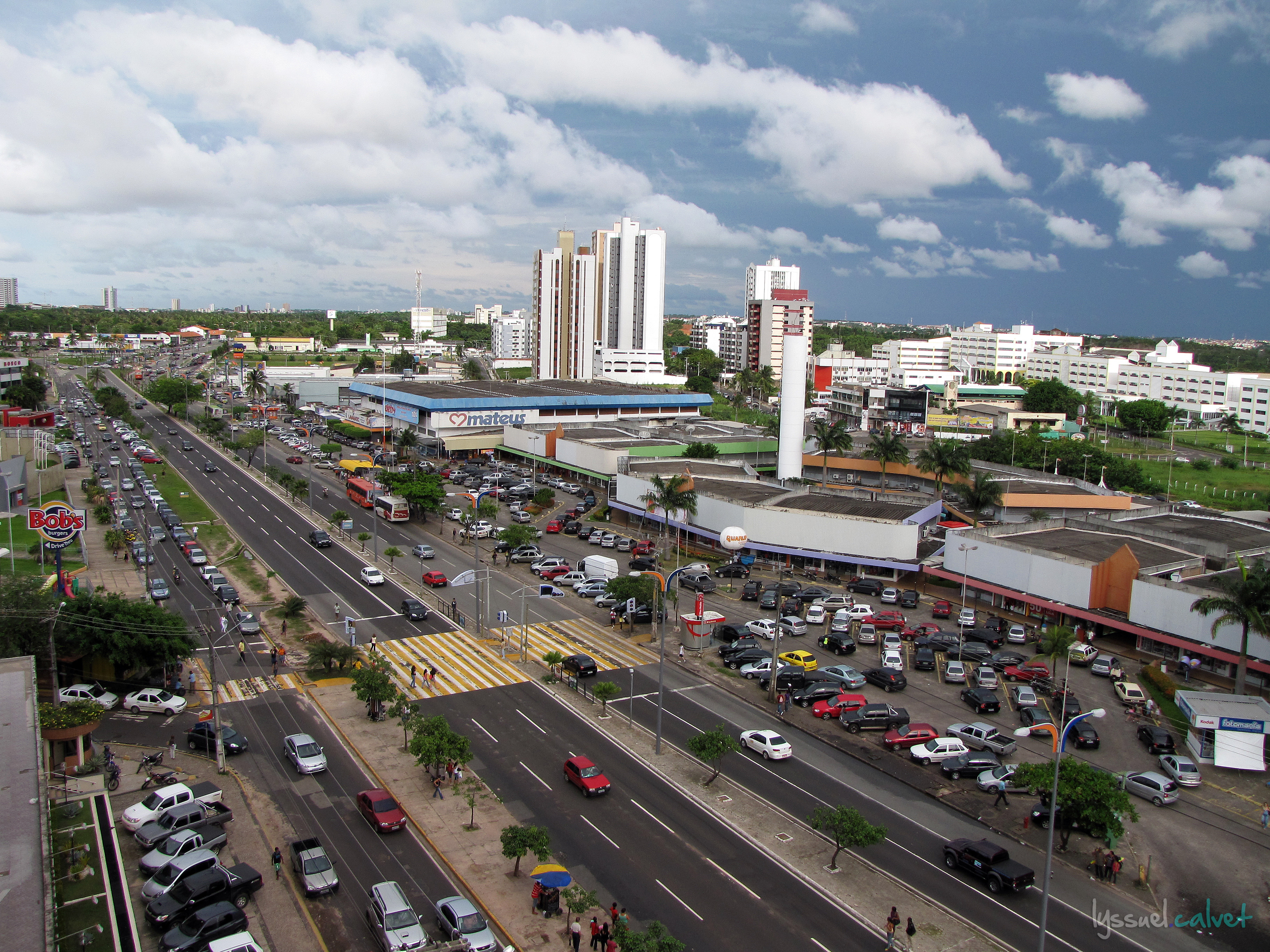
Imagem da Avenida Colares Moreira

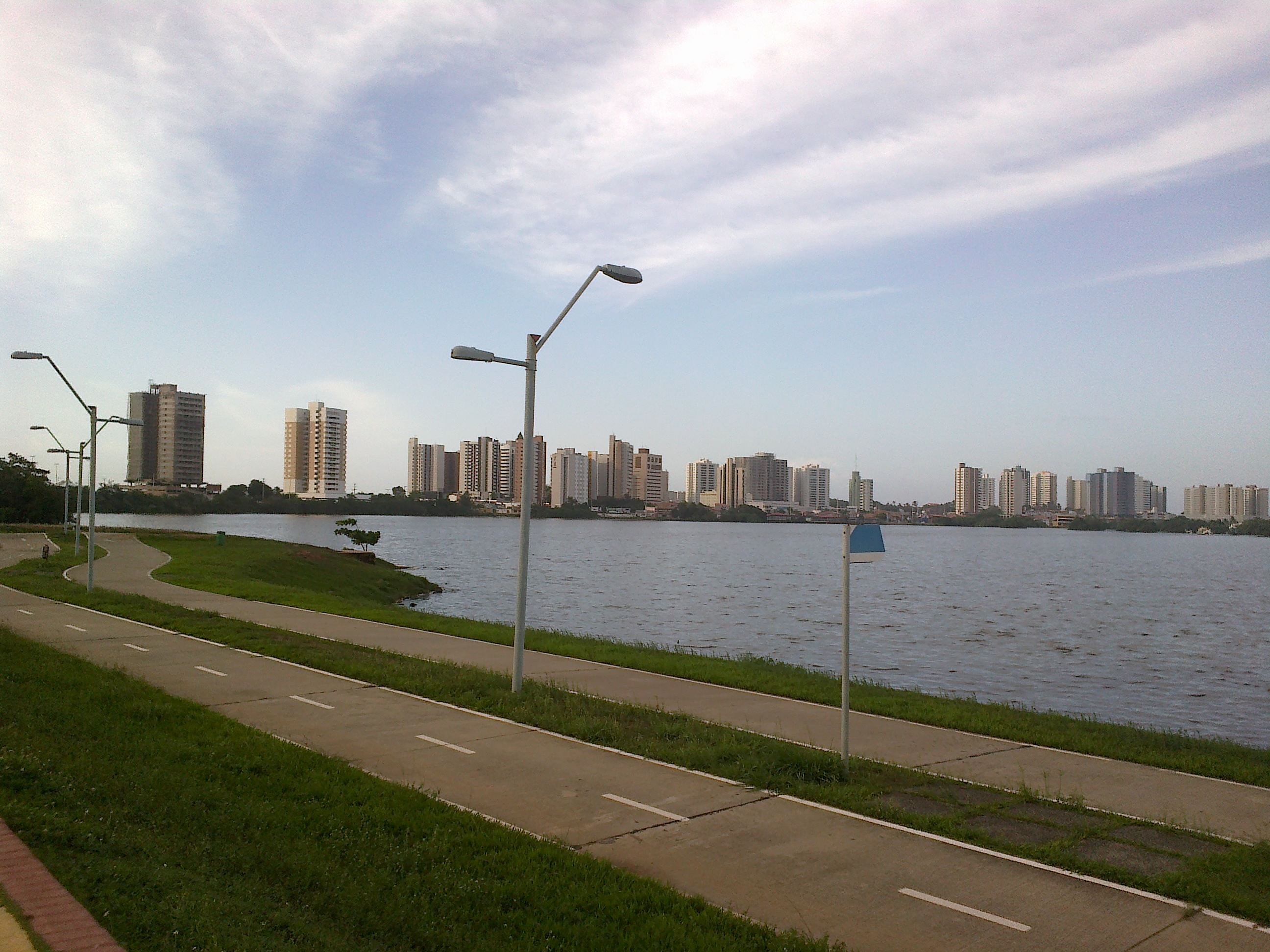
Avenida Ana Jansen

A economia maranhense foi uma das mais prósperas do país até a metade do século XIX. Todavia, após o fim da Guerra Civil dos Estados Unidos da América, quando perdeu espaço na exportação de algodão, o estado entrou em colapso; somente após o final da década de 1960 no século XX o estado passou a receber incentivos e saiu do isolamento, com ligações férreas e rodoviárias com outras regiões.
No fim do século XVIII, o aumento da demanda internacional por algodão para atender a indústria têxtil inglesa, aliado à redução da produção estadunidense por causa da Guerra da Independência dos Estados Unidos, forneceram o cenário ideal para o estímulo da produção algodoeira no Maranhão. As companhias de navegação Southampton & Maranham Company e Maranham Shipping Company, de transporte marítimo a vapor, que realizavam o transporte do algodão dos estados da Geórgia e do Alabama, passaram a operar no eixo São Luís – Londres, levando a produção de Caxias e da Baixada Maranhense. Até o início do século XX, São Luís ainda exportava algodão para a Inglaterra por via marítima, através das linhas Red Cross Line e Booth Line (cuja rota se estendia até Iquitos) e da companhia Liverpool-Maranham Shipping Company.
Nesse período, a fase de ouro da economia maranhense, São Luís passou a viver uma efervescência cultural. A cidade, que se  relacionava mais com as capitais europeias que as outras cidades brasileiras, foi a primeira a receber uma companhia italiana de ópera. Possuía calçamento e iluminação como poucas do país. Recebia semanalmente as últimas novidades da literatura francesa. As grandes fortunas algodoeiras e comerciais locais enviavam seus filhos para estudar em Recife, Salvador, Rio de Janeiro e, principalmente, Europa.
A inauguração do Porto de Ponta da Madeira, em São Luís, atualmente o segundo em profundidade no mundo, ficando atrás apenas do de Roterdã, na Holanda, e um dos mais movimentados do país, serviu para escoar a produção industrial e de minério de ferro vinda de trem da Estrada de Ferro Carajás, atividade explorada pela Vale S.A. A estratégica proximidade com os mercados europeus e norte-americanos fez do porto uma atraente opção de exportação, mas padece de maior navegação de cabotagem.

O Terminal Marítimo de Ponta da Madeira, porto privado pertencente à Vale, adjacente ao Porto do Itaqui, é destinado principalmente à exportação de minério de ferro e movimenta anualmente mais de 110 milhões de toneladas em minérios, o mais movimentado do país.

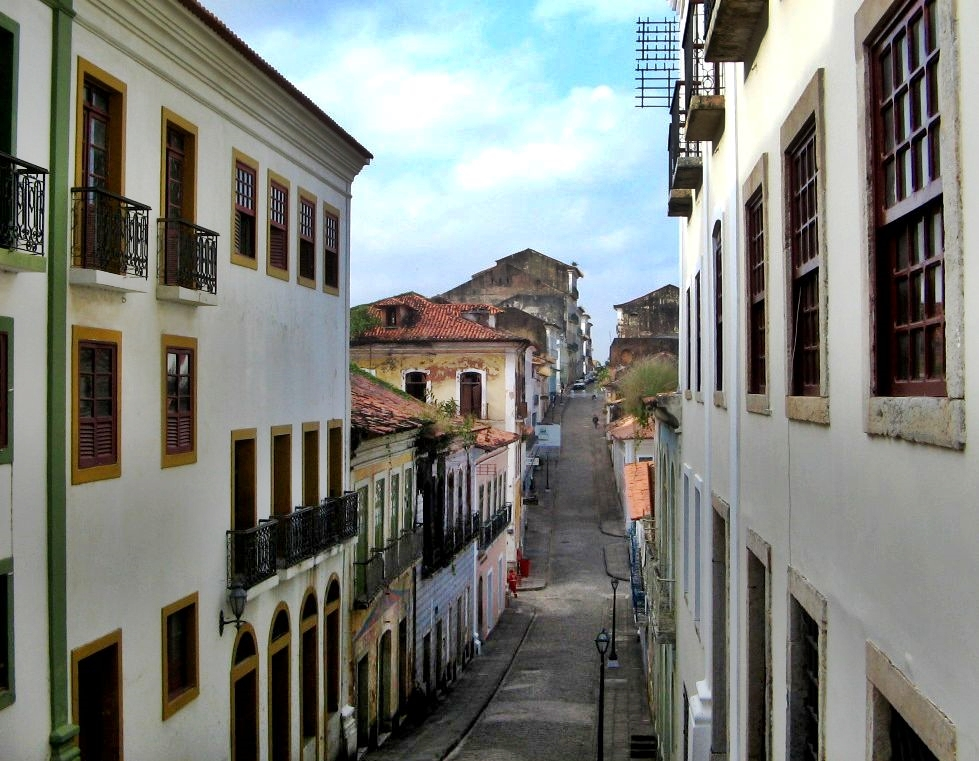
Centro Histórico de São Luís

Pode-se perceber a dimensão da Vale em São Luís analisando-se as exportações do município em 2012, que foi principalmente de óxido de alumínio (47,84%), minério de ferro (34,98%) e alumínio bruto (10,67%).
Com a construção do Terminal de Grãos do Maranhão (Tegram) no Porto do Itaqui, ampliou-se a capacidade de exportação de grãos como soja, milho e arroz, utilizando-se da infraestrutura da Estrada de Ferro Carajás para escoamento da produção do sul do estado, bem como dos estados de Tocantins, Goiás e Mato Grosso, com a Ferrovia Norte Sul. No ano de 2020, o porto movimentou em torno de 12 milhões de toneladas de grãos, sendo o principal porto exportador de grãos do Arco Norte. No total, o porto movimentou em torno de 25 milhões de toneladas, entre grãos, combustíveis, celulose, fertilizantes e outras cargas. A Usina Termelétrica Porto do Itaqui (360 MW), movida a carvão mineral, foi construída junto ao complexo portuário.
A economia ludovicense baseia-se na indústria de transformação de alumínio, alimentícia, turismo e nos serviços. São Luís possui o maior PIB do estado (29,2%), sediando duas universidades públicas (UFMA e UEMA) e vários centros de ensino e faculdades particulares. Segundo o último levantamento de dados do Instituto Brasileiro de Geografia e Estatística (2021), a cidade de São Luís possui o produto interno bruto de 36,5 bilhões de reais, sendo o 32º maior do país e o 12º maior entre as capitais. Seu PIB per capita (2021) é de 32 739 reais, ocupando a segunda posição entre as capitais do Nordeste. A distribuição setorial é assim estabelecida (2021): agropecuária (0,1%), indústria (25,2%) e serviços (74,7%).

## Infraestrutura
São Luís é destaque em iluminação pública: 100 por cento da cidade é coberta por redes de iluminação. A cidade tem 50 por cento das ruas pavimentadas com disponibilidade de serviços de energia elétrica e 30 por cento das ruas têm drenagem urbana. 79 por cento dos domicílios ludovicenses são atendidos pela rede de abastecimento de esgoto, 43 por cento da população tem escoadouro sanitário, 69 por cento dos domicílios tem o lixo coletado por serviços de limpeza e há 261 589 telefones residenciais instalados na cidade. Dados de 2000 indicam que São Luís possuía 202 231 domicílios conferido entre casas, apartamentos e cômodos. Desse total, 168 284 eram imóveis próprios distribuídos entre 746 607 moradores.[carece de fontes?]
São Luís também possui muitos problemas, como engarrafamentos de trânsito, filas enormes em terminais, entre outros. Com o grande crescimento da população, o transporte público não está sendo eficaz, o que traz grandes transtornos à população.

### Transportes

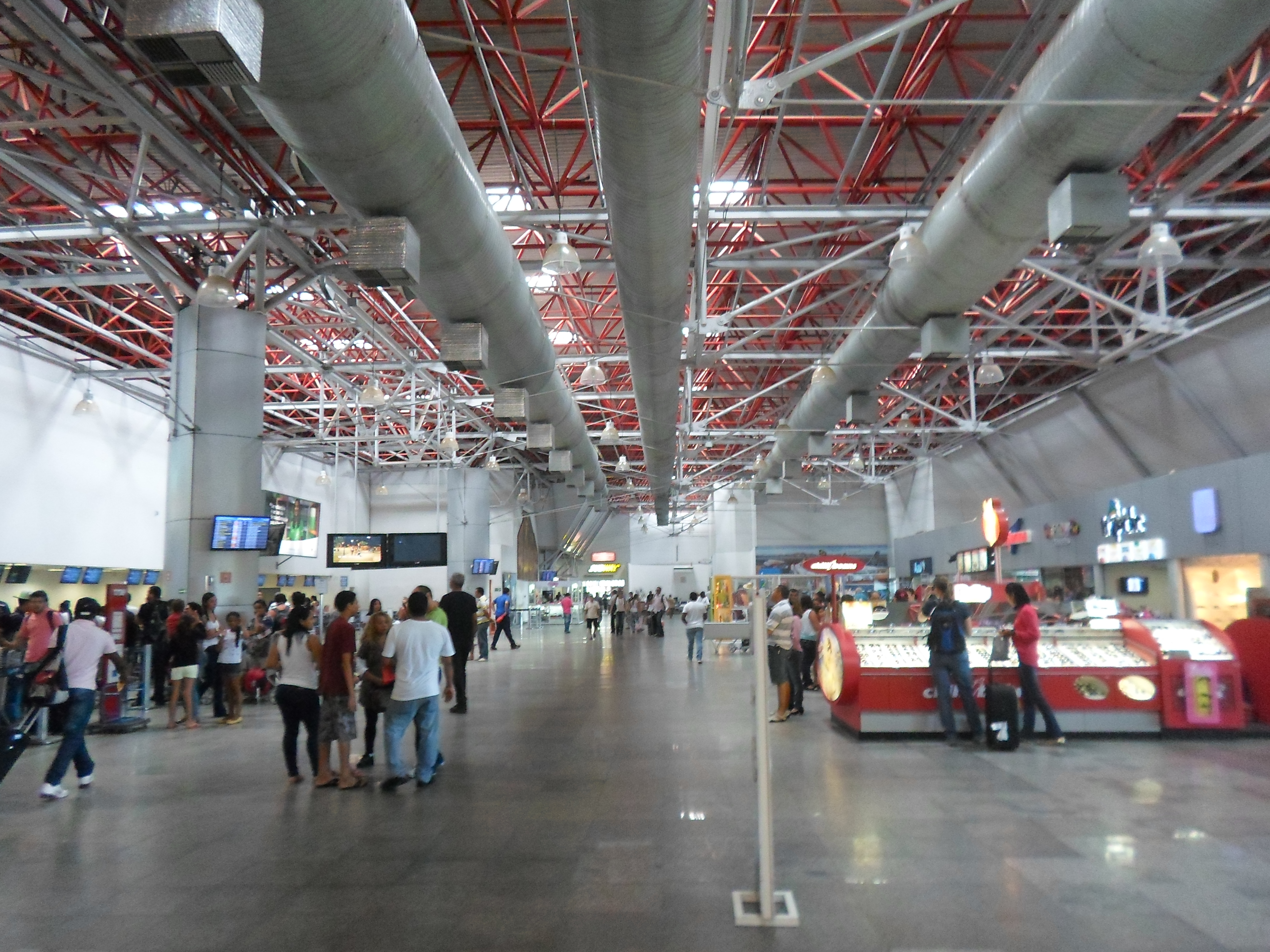
Aeroporto Internacional de São Luís

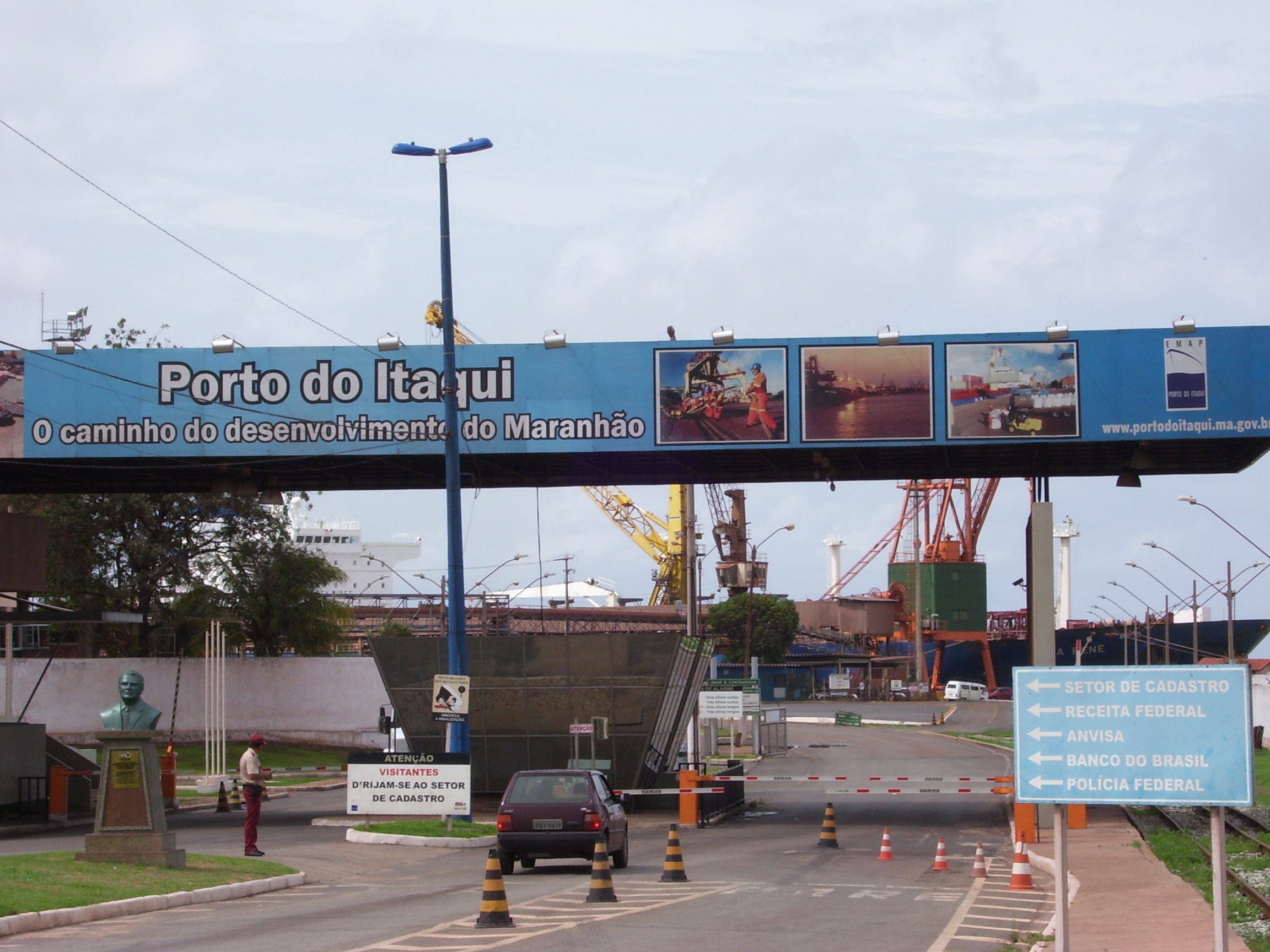
Porto do Itaqui

O município conta com cinco terminais de integração (Praia Grande, São Cristovão, Cohab-Cohatrac, Cohama-Vinhais e Distrito Industrial), que permitem ao passageiro percorrer de ônibus toda a cidade e parte da região metropolitana pagando apenas uma passagem. A rede de linhas do SIT São Luís (Sistema Integrado de Transporte de São Luís) é baseada em dois tipos: as que fazem a integração bairro-terminal e as que integram o terminal ao centro da cidade ou ainda a outro terminal. Atuam na cidade, dividida em quatro lotes operacionais, três consórcios e uma empresa, que detêm, conjuntamente, uma frota de cerca de 1 000 veículos que utilizam sistema de bilhetagem eletrônica. Com a conclusão do projeto de terminais de integração na administração de Tadeu Palácio, iniciou-se a última fase da reformulação do transporte coletivo de São Luís, a ampliação das linhas e da frota de veículos.
A frota de veículos na capital maranhense (dados do ano de 2023) é composta por 222.900 automóveis, 12.139 caminhões, 2.233 caminhões-trator, 42.832 caminhonetes, 1 056 micro-ônibus, 42 806 motocicletas, 18.933 motonetas, 1.505 ônibus e 55 tratores. O acesso rodoviário à cidade se dá por meio da BR-135, pela ponte Marcelino Machado (uma ponte de entrada e outra de saída), que liga a ilha ao continente, sobre o Estreito dos Mosquitos. Em 2018, ocorreu a duplicação da BR-135, no trecho do Campo de Perizes, entre São Luís e Bacabeira. Há ainda para os passageiros o Terminal Rodoviário de São Luís.
O Aeroporto Internacional de São Luís possui terminal com capacidade para atender 3,4 milhões de passageiros por ano. Localizado a apenas 14 quilômetros do centro da cidade, oferece aos passageiros um restaurante, duas lanchonetes e lojinhas de souvenir. É servido por três companhias aéreas brasileiras, Azul, Latam, e Gol, com voos diários, partindo das principais capitais brasileiras.
Além de transportar minério de ferro, soja, combustíveis, dentre outros produtos, a Estrada de Ferro Carajás também realiza o transporte de passageiros entre São Luís e as cidades de Marabá e Parauapebas, no Pará. O embarque de passageiros é realizado na atual Estação Ferroviária de São Luís, localizada no bairro Anjo da Guarda.  Há um entroncamento da EFC com a Ferrovia Norte-Sul, no município de Açailândia (MA). A Ferrovia São Luís-Teresina transporta combustíveis, cimento, gusa e contêineres, havendo entroncamento com a Ferrovia Teresina-Fortaleza, possibilitando a interligação entre os portos de Itaqui (MA), Pecém (CE) e Mucuripe (CE).

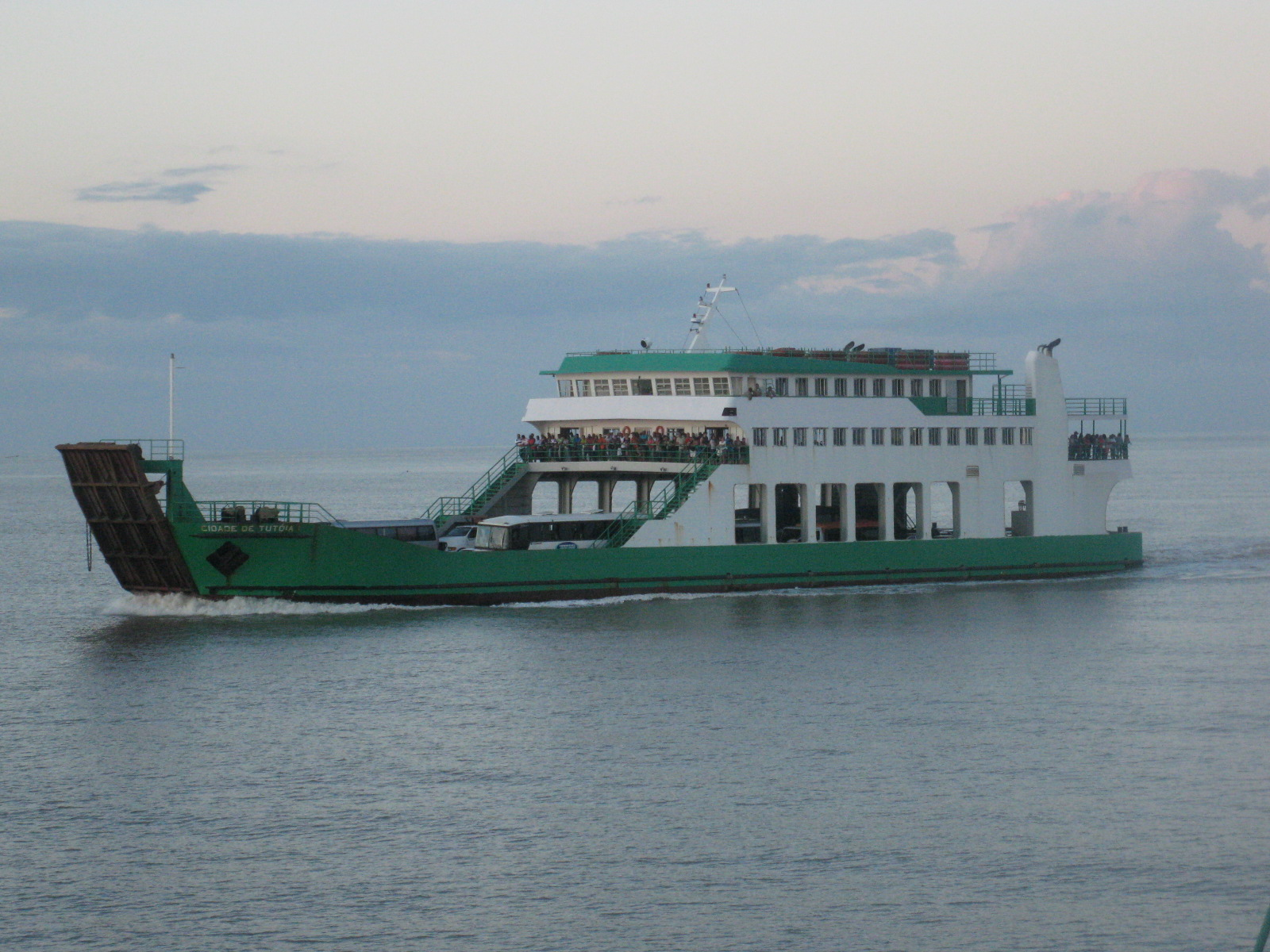
A balsa da travessia São Luís–Alcântara

Um sistema de ferry-boats realiza a Travessia São Luís-Alcântara, cruzando a Baía de São Marcos e encurtando a distância entre a capital e a Baixada Maranhense, transportando mais de 1,8 milhão de passageiros por ano.
Os principais portos de São Luís são o Porto do Itaqui, Terminal da Ponta da Madeira e o Porto da Alumar, considerados estratégicos pela localização próxima dos mercados da Europa, América do Norte e do Canal do Panamá (por onde é possível alcançar mais rapidamente os países da Ásia), profundidade (até 23 metros), acesso ferroviário e infraestrutura.

#### VLT
Em 2012 a Prefeitura de São Luís comprou um VLT da Bom Sinal, modelo Mobile 2, por cerca de 7 milhões de reais, com um total previsto de 19 milhões de reais para as obras. O projeto foi utilizado na campanha eleitoral do então prefeito que tentava a reeleição. Apenas 800 metros de trilhos foram construídos e o trem chegou a ser testado neles.
Com a vitória do candidato de oposição, o projeto foi cancelado e o veículo, após ficar alguns meses abandonado, foi então transferido para um galpão e ficou guardado por anos. Os dormentes (peças de concreto para fixação dos trilhos) foram reaproveitados para construção de sarjetas.
Em 2016, uma decisão da justiça em primeira instância condenou a empresa Bom Sinal a arcar com as despesas de manutenção do veículo, mas a decisão foi revogada dois anos depois, em decisão de segunda instância, tendo a responsabilidade retornado para a prefeitura. O então prefeito João Castelo foi denunciado pelo Ministério Público por fraude na licitação, mas faleceria naquele ano sem ter sido punido.

### Saúde
O município de São Luís conta com 3 estabelecimentos de saúde federais, 23 estaduais, 70 municipais e 212 privados (2011). Dentre os hospitais da cidade, merecem destaque (além das UPAs, UBS, e outros tipos de unidades de saúde):
Hospitais públicos:
- Municipais: Hospital Municipal Djalma Marques (Socorrão I); Hospital Municipal Dr. Clementino Moura (Socorrão II); Hospital da Criança Dr. Odorico Amaral de Matos; Hospital da Mulher.
- Estaduais: Hospital da Ilha; Hospital de Câncer do Maranhão–Dr.Tarquínio Lopes Filho; Hospital de Traumatologia e Ortopedia do Maranhão (HTO); Hospital Nina Rodrigues; Hospital Presidente Vargas; Hospital Carlos Macieira; Hospital Aquiles Lisboa; Hospital Dr. Adelson de Sousa Lopes Vila Luizão; Hospital dos Servidores Públicos do Maranhão; Hospital Infantil Juvêncio Matos (Casa de Apoio Ninar).
- Federais (HU-UFMA): Hospital Universitário-Unidade Materno Infantil; Hospital Universitário-Unidade Presidente Dutra.

### Educação e ciência

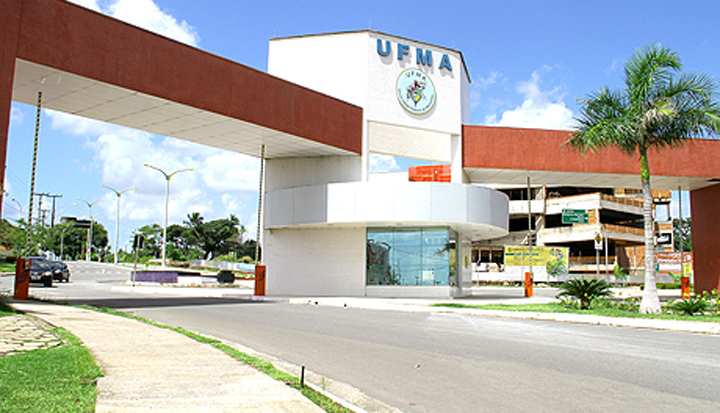
Universidade Federal do Maranhão

A capital maranhense possui uma grande quantidade de escolas públicas e particulares, universidades e faculdades, além de institutos federais. Dados de 2023 do Instituto Brasileiro  de Geografia e Estatística mostram que a cidade de São Luís possui 470 escolas de ensino fundamental e 156 instituições de ensino médio.
As principais instituições de ensino sediadas em São Luís são a Universidade Federal do Maranhão (UFMA), a Universidade Estadual do Maranhão (UEMA), o Instituto Estadual de Educação, Ciência e Tecnologia do Maranhão (IEMA) e o Instituto Federal do Maranhão (IFMA), além de importantes instituições particulares de ensino superior, como o Centro Universitário do Maranhão (CEUMA), a Faculdade São Luís a  Faculdade Atenas Maranhense (FAMA), a Faculdade Santa Terezinha (CEST), a Faculdade do Maranhão (FACAM), o Instituto de Estudos Superiores do Maranhão (IESEMA), a Universidade Vale do Acaraú (UVA-IDEM), o Centro Universitário UNISEB COC e a Fundação Getúlio Vargas (FGV)
O Centro de Pesquisa de História Natural e Arqueologia do Maranhão, localizado em um sobrado histórico, tem atuação nas áreas de Paleontologia, Arqueologia e Etnologia, com ações voltadas ao conhecimento, valorização e preservação patrimonial.

### Mídia e comunicação
São Luís abriga as sedes dos dois maiores grupos de comunicação do estado do Maranhão, o Grupo Mirante (responsável na cidade pela TV Mirante São Luís, Rádio Mirante e Mirante FM) e o Sistema Difusora de Comunicação (responsável pela TV Difusora São Luís, Rádio Difusora e Difusora FM). Grupos nacionais também possuem empresas no município, como a estatal EBC (controla a TV Brasil Maranhão, atualmente cedida para o IFMA) e os Diários Associados (controla o jornal O Imparcial).

## Cultura
A cultura ludovicense tem como matriz e base a cultura ibérica como a maior parte do Brasil, inclusive nas manifestações sincretistas. São Luís tem manifestações muito fortes como o bumba-meu-boi, festa de tradição afro-indígena que aflora na cidade nas festas do mês de junho. Além disso, possui o Tambor de Crioula e o Cacuriá. Estas manifestações acontecem no período das festas juninas. No carnaval, a tradição de São Luís é um forte carnaval de rua, onde os blocos populares se misturam aos brincantes e às bandinhas tradicionais. O Tambor de Mina, religião afro-brasileira, tem na Casa Grande das Minas Jeje (Querebentã de Tói Zomadônu) e na Casa de Nagô (Nagon Abioton), fundadas do século XIX, os seus mais importantes terreiros.[carece de fontes?]
Características de origem lusitana também estão presentes, dando à capital maranhense o título de capital mais portuguesa do Brasil Manifestações portuguesas populares têm, como exemplo, a Festa do Divino Espírito Santo, trazida pelos açorianos, cuja imigração começou a povoação do Maranhão e foi pioneira na imigração portuguesa organizada no Brasil, e a dança portuguesa. A influência portuguesa nota-se na arquitetura, com casarões, palácios, igrejas e famosos azulejos portugueses, na religião católica e na literatura. Há várias instituições de manutenção da cultura dos imigrantes portugueses em São Luís
Em 1 de setembro de 2010, São Luís foi eleita a décima terceira Capital Americana da Cultura para o ano de 2012, sucedendo Quito, por Xavier Tudela. Isto é uma iniciativa cultural, de cooperação e de promoção nos países da América, respeitando a sua diversidade nacional e regional e destacando o seu patrimônio cultural.
A cidade foi tombada pela Organização das Nações Unidas para a Educação, a Ciência e a Cultura como Patrimônio Cultural da Humanidade, em 1997. Possui um acervo arquitetônico colonial avaliado em cerca de 3 500 prédios, distribuídos por mais de 220 hectares de Centro Histórico, sendo grande parte deles sobradões com mirantes, muitos revestidos com preciosos azulejos portugueses. Vários prédios foram restaurados; a Prefeitura, por exemplo, funciona no Palácio la Ravardière, construção de 1689.
O Ceprama funciona como uma instituição de divulgação da cultura maranhense, com uma feira permanente de artesanato típico.

### Patrimônio urbanístico
A Fonte do Ribeirão foi construída em 1796 para abastecer a cidade, tem o pátio revestido com pedras de cantaria. Suas janelas gradeadas dão acesso às galerias subterrâneas (antigas redes de esgoto) que passam pelo centro histórico. A Fonte das Pedras serviu de base para a tropa de Jerônimo de Albuquerque durante a expulsão dos fundadores franceses em 1615. É cercada de árvores e bancos.
Até o início da construção do Porto do Itaqui na década de 1960, foi o principal porto da cidade de São Luís. O Cais da Sagração foi construído no início da década de 1840 em alvenaria e no projeto original, iria até o Convento das Mercês, mas, por falta de recursos, foi limitado a onde hoje fica o cais da Praia Grande. O cais se estende até próximo à Praça Maria Aragão.
O Espigão Costeiro da Ponta d'Areia, construído para proteger a costa da ação das ondas do mar, tornou-se um importante ponto turístico e de lazer, em especial para ver o pôr do sol.

### Literatura

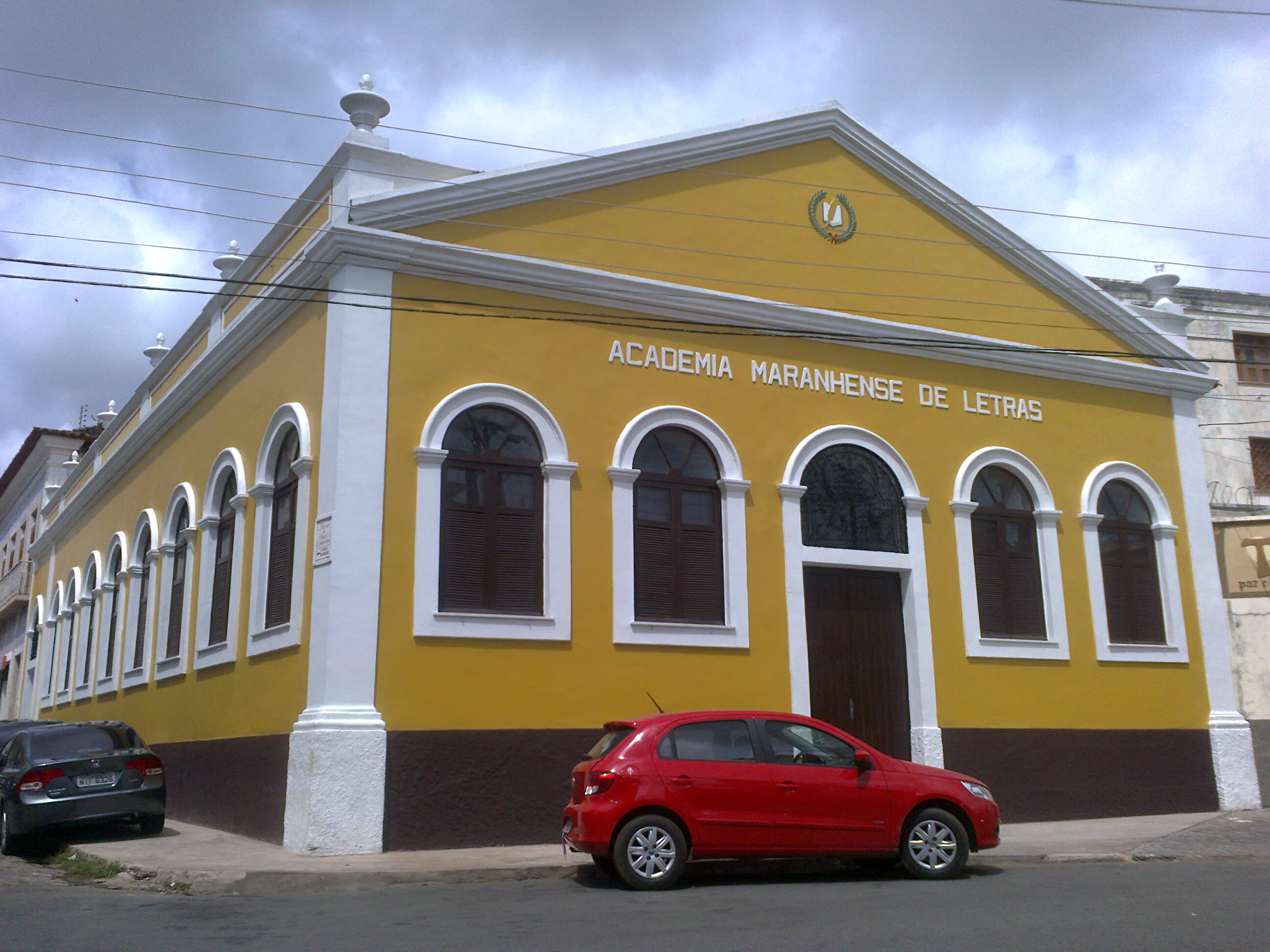
Academia Maranhense de Letras

No fim do século XVIII, o aumento da demanda internacional por algodão para atender a indústria têxtil inglesa,  aliado à redução da produção norte-americana por causa da Guerra de Independência dos Estados Unidos forneceram o cenário ideal para o estímulo da produção algodoeira no Maranhão. Nesse período, a fase de ouro da economia maranhense, São Luís passou a viver uma efervescência cultural. A cidade, que se relacionava mais com as capitais europeias que as outras cidades brasileiras, foi a primeira a receber uma companhia italiana de ópera. Recebia semanalmente as últimas novidades da literatura francesa.[carece de fontes?]
Desde então, São Luís passou a ser conhecida por "Atenas Brasileira". A denominação decorre do número de escritores locais que exerceram papel importante nos movimentos literários brasileiros a partir do romantismo. Surgiu, assim, a imagem do Maranhão como o estado que fala o melhor português do país. A primeira gramática do Brasil foi escrita e editada na cidade por Sotero dos Reis. Mesmo nos dias atuais a cidade ainda tem uma grande vocação natural para a literatura e poesia.[carece de fontes?]
Faz parte do seu patrimônio cultural a riqueza de poemas e romances dos seus grandes escritores, tais como Aluísio de Azevedo, Gonçalves Dias, Graça Aranha, dentre outros. Além da literatura, os ritmos cadenciados transbordam alegria e sensualidade, através do tambor-de-crioula, do reggae e do bumba-meu-boi.

### Teatro

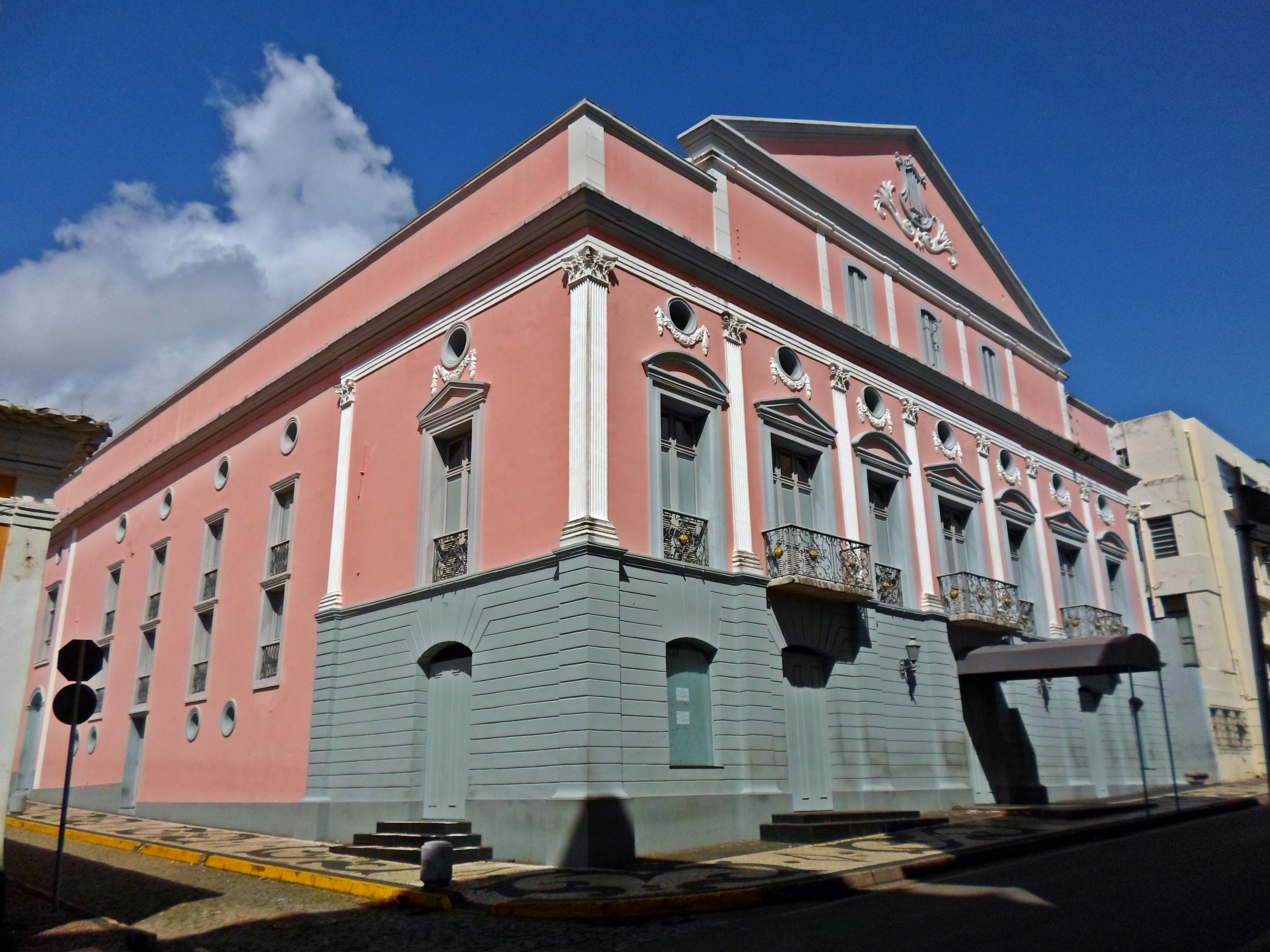
Teatro Arthur Azevedo

O Teatro Artur Azevedo, o segundo mais antigo do Brasil, foi fundado com o nome de Teatro da União por dois comerciantes portugueses em 1817. No projeto original, o teatro se estenderia até o Largo do Carmo, mas acabou reduzido por um veto da Igreja. Baseado no chamado teatro de plateia italiano, em formato de ferradura, apenas em 1922 ganhou o nome atual. Funcionou como cinema entre 1940 e 1966 e, abandonado, acabou em ruínas.
Em 1989, quando apenas a fachada original ainda resistia, foi demolido e reconstruído de acordo como o projeto original. Atualmente tem capacidade para 750 espectadores, distribuídos por quatro andares. Os espetáculos são gravados por um circuito profissional de vídeo instalado no teatro e retransmitidos pela TV Senado.

### Museus

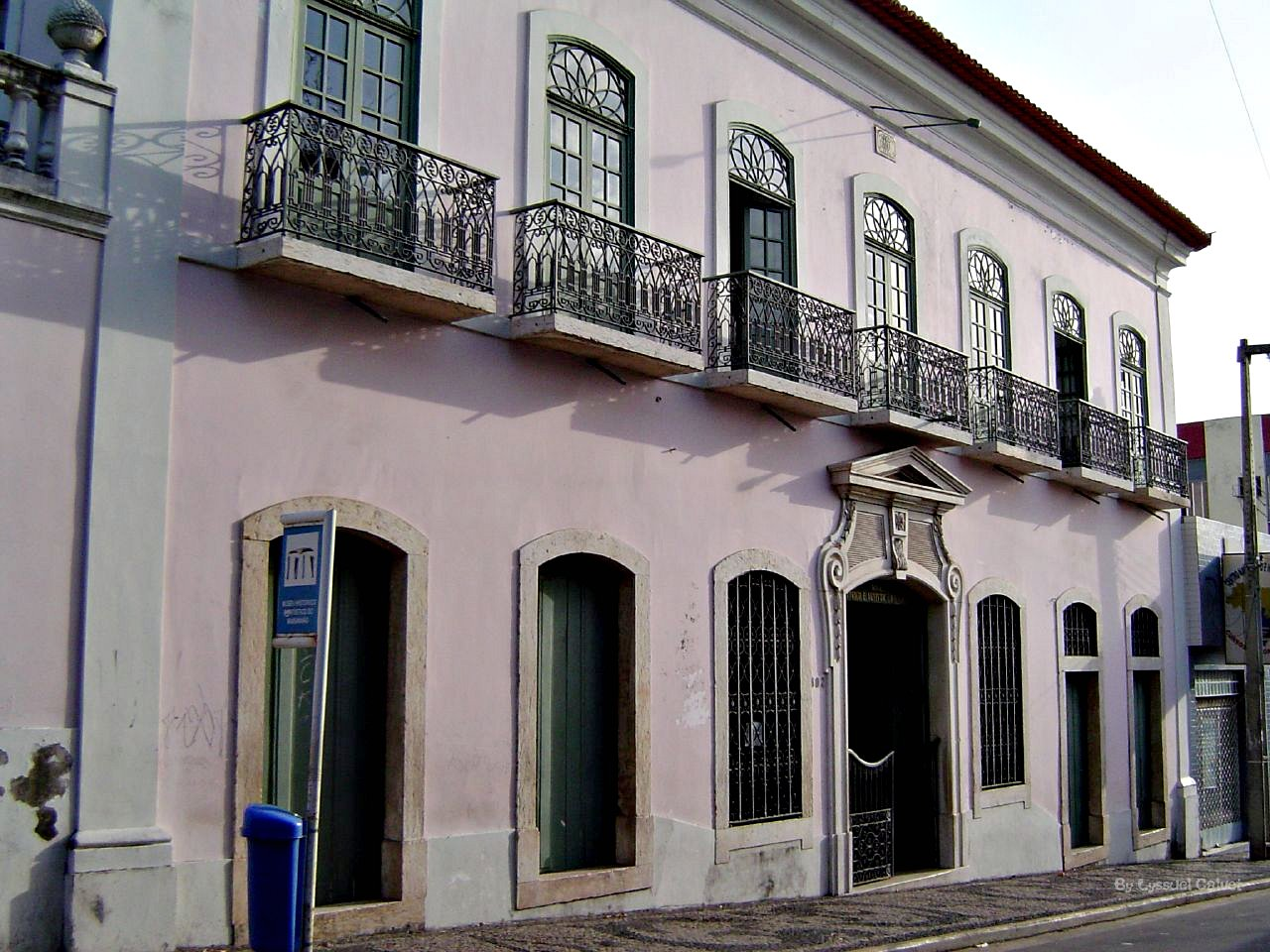
Solar Gomes de Sousa, sede do Museu Histórico e Artístico do Maranhão

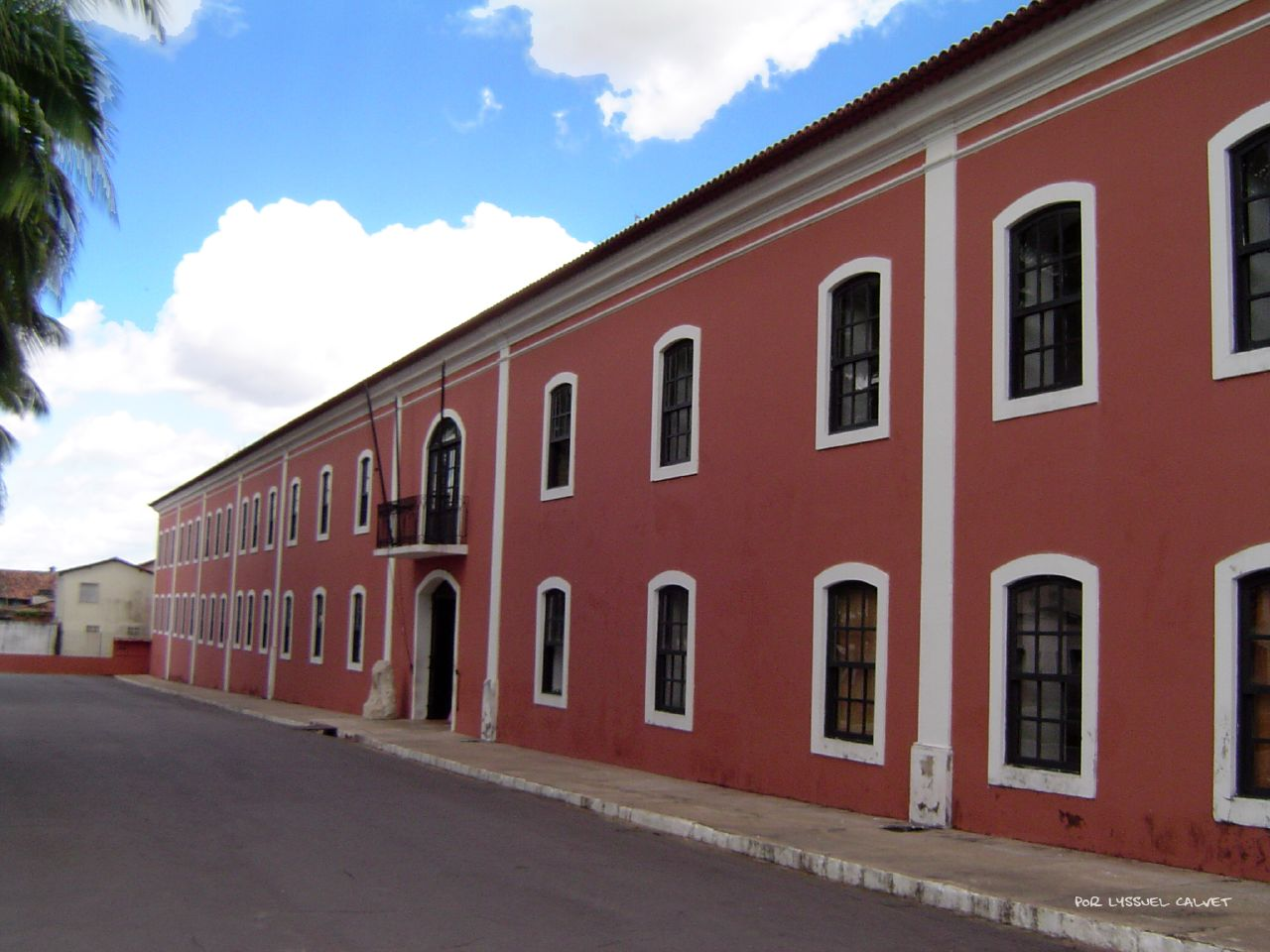
Convento das Mercês, sede da Fundação da Memória Republicana Brasileira

O Museu de Artes Visuais possui um acervo composto por azulejos coloniais, murais, fotografias e obras de artistas maranhenses. Um de seus destaques é a coleção de gravuras do escritor Arthur Azevedo.
Funcionando no Solar Gomes de Sousa, o Museu Histórico e Artístico do Maranhão foi inaugurado em 1973 e se destaca pela reconstituição da decoração típica dos sobrados do século XIX com móveis, objetos e obras de arte.
O Convento das Mercês foi construído em 1654 e inaugurado pelo padre Antônio Vieira, onde funcionava a sede do antigo Convento da Ordem dos Mercedários. Hoje abriga a Fundação da Memória Republicana Brasileira, que reúne obras únicas da história do país, documentos do tempo de presidência do maranhense José Sarney, presentes oferecidos por outros presidentes, além de um museu que contém obras de arte sacra, pinturas, esculturas e uma biblioteca.
O Museu de Arte Sacra funciona no Palácio Episcopal. Seu acervo, que pertence em parte à Arquidiocese de São Luís, é composto por peças dos século XVIII e século XIX nos estilos mareirista, rococó, barroco e neoclássico.
A Cafuá das Mercês ou Museu do Negro é um pequeno sobrado onde funcionava o mercado de escravos que chegavam a São Luís, e hoje abriga um museu de referência da cultura negra, com peças de arte de origem africana e instrumentos musicais.
O Museu do Reggae do Maranhão é o primeiro museu temático de reggae fora da Jamaica e o segundo do mundo, e tem como objetivo materializar as memórias do ritmo jamaicano que conquistou o Maranhão.

### Centros culturais

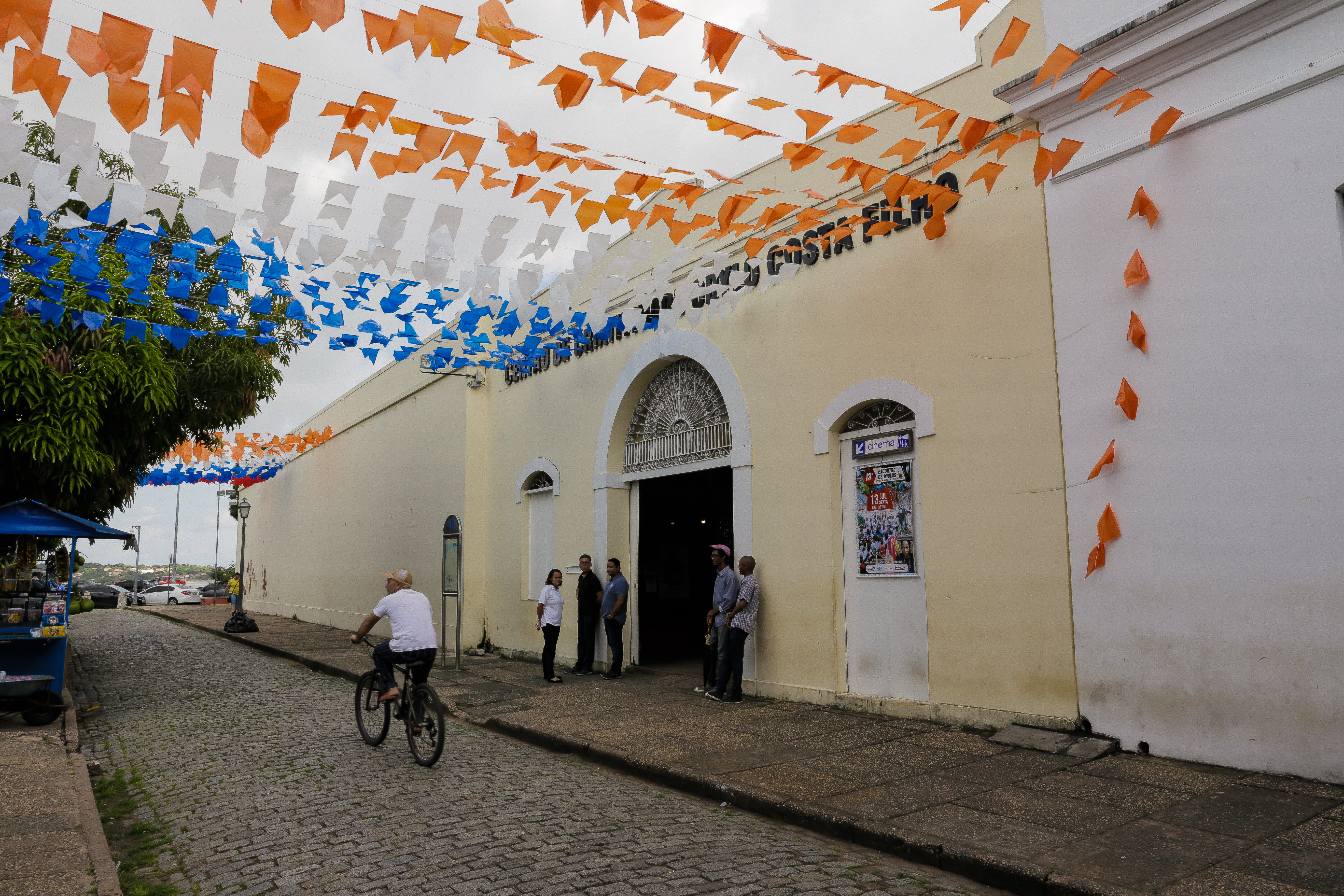
Centro de Criatividade Odylo Costa Filho, enfeitado durante as festas juninas

O Centro de Cultura Popular Domingos Vieira Filho é sediado num sobrado colonial de três pavimentos e mantém um grande acervo com peças das diversas manifestações culturais (bumba-meu-boi, tambor de crioula, carnaval, dança do coco etc) e religiosas (tambor de mina, Festa do Divino etc) do estado. Além disto, possui objetos da cultura indígena e artesanatos.
Considerado o maior prédio em azulejos da país (tem três pavimentos), o Solar São Luís foi construído na segunda metade do século XIX. Teve seu interior destruído por um incêndio e ficou abandonado até ser adquirido e restaurado pela Caixa Econômica Federal, que nele instalou uma agência.
A Casa do Tambor de Crioula é um espaço destinado a preservar e divulgar essa manifestação da cultura popular.
O Centro de Criatividade Odylo Costa Filho é um antigo armazém reformado, abrigando um espaço cultural com cinema, teatro, galeria de arte, cursos e outras atividades.

### Esportes

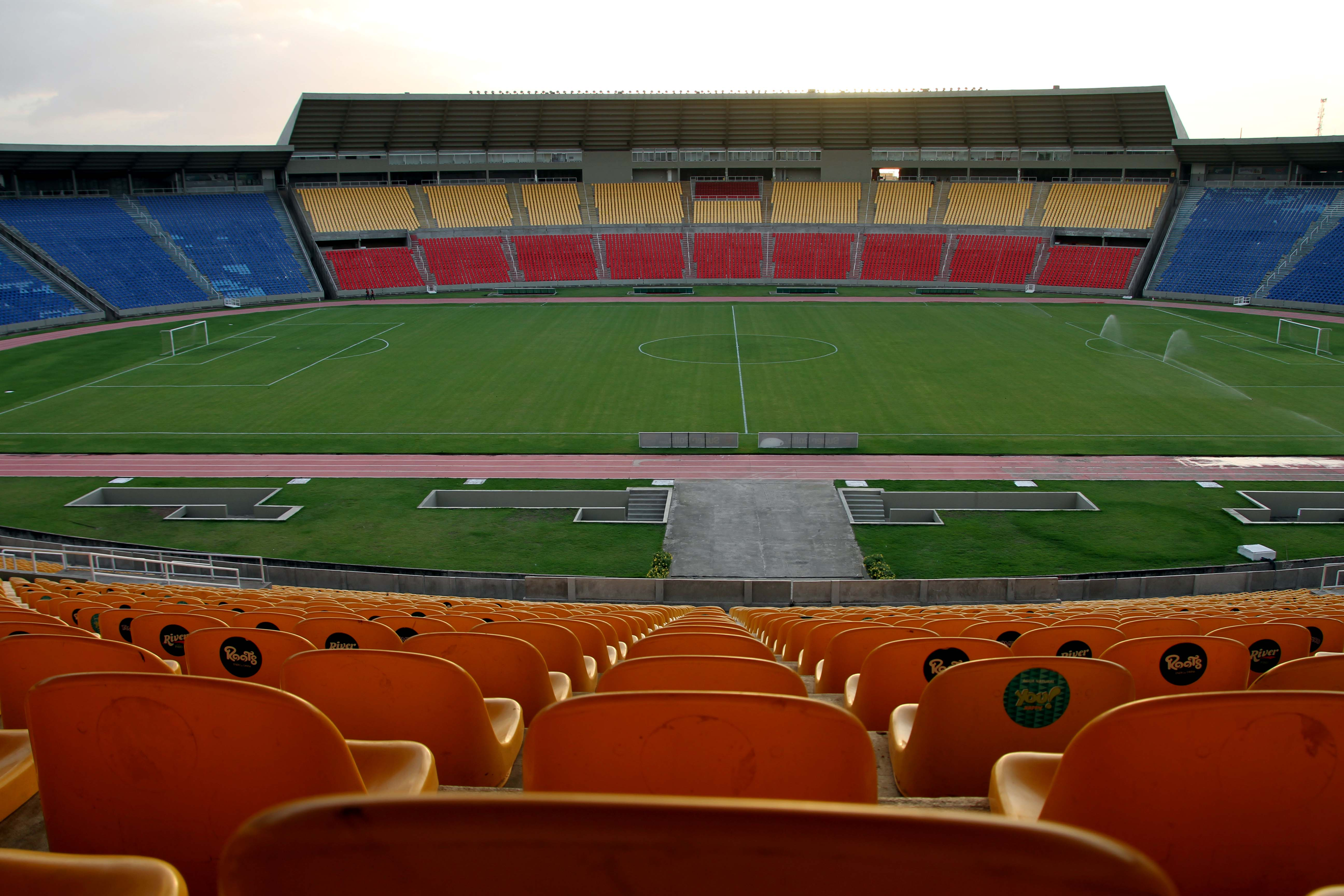
Estádio Governador João Castelo

Como em todo o Brasil, o futebol é o esporte mais praticado em toda a cidade de São Luís. Em 1981, foi construído o Estádio Governador João Castelo, que é um dos maiores estádios de toda a Região Nordeste. Na época, o governador do Maranhão era João Castelo e em sua homenagem pôs seu nome no Estádio, que também é conhecido como complexo Canhoteiro. Em 2012 o estádio passou por ampla reforma e modernização que custaram 28 milhões de reais com a colocação de cadeiras antivandalismo, telões de LED, 22 câmeras CFTV, adaptação ao portadores de necessidades especiais, climatização de cabines de rádio e TV, 75 novos holofotes, entre outras melhorias para adequar o estádio para as exigências de segurança e estrutura da FIFA.[carece de fontes?]
Com 32 km de praia, esportes como surfe, futebol de areia, stand up paddle, futevôlei, vôlei de praia, frescobol e kitesurf são populares em São Luís. Em 2016 o Sampaio Correa Basquete ganhou destaque nacional ao se consagrar campeão da Liga de Basquete Feminino.[carece de fontes?]
A cidade conta com três principais clubes de futebol, o Sampaio Corrêa, fundado em 1923, que disputa a segunda divisão do futebol brasileiro, o Moto Club, fundado em 1937, que disputa a quarta divisão nacional, e o Maranhão Atlético Clube, fundado em 1932, que também disputa a quarta divisão nacional. Respectivamente ocupam as posições 39ª, 66ª e 95ª no Ranking Nacional de Clubes 2017.[carece de fontes?]